# Педофилия
Педофили́я (от др.-греч. παῖς, р.п. παιδός — «ребёнок» и φιλία — «любовь»), иначе инфантосексуали́зм (англ. infantosexuality, infanto-sexuality), падеро́зия (фр. pédérose), педосексуа́льность (нем. Pädosexualität, англ. pedosexuality) — диагностируемое расстройство сексуального предпочтения, характеризующееся устойчивым сексуальным влечением к детям допубертатного возраста. 
По десятому пересмотру (МКБ-10) Международной классификации болезней (МКБ) относится к классу V (психические расстройства и расстройства поведения) как одно из расстройств сексуального предпочтения (код F65.4): сексуальное предпочтение детей (мальчиков или девочек, или и тех, и других), как правило, допубертатного или раннего пубертатного возраста (англ. a sexual preference for children, boys or girls or both, usually of prepubertal or early pubertal age). В самом широком смысле «педофилия» означает половое влечение к детям.
Термин не является юридическим понятием и не используется в Уголовном кодексе Российской Федерации и других правовых документах. Педофилия не всегда приводит к сексуальному насилию над детьми.
Основная часть педофилов реализует сексуальные потребности лишь в соответствующих сексуальных фантазиях, мастурбаторных фантазиях, несексуальном общении с детьми, общении в Интернете, просмотре визуальной продукции соответствующего содержания. Педофилия чаще встречается и проявляется у мужчин. Исследователи полагают, что имеющиеся оценки плохо отражают истинное количество женщин-педофилов.
Лечение педофилии представляет значительные трудности и может быть эффективным только при наличии осознанного согласия и твёрдой установки на терапию у пациента. Прогноз в большинстве случаев сомнительный.

## Терминология

### О корректном употреблении терминов
Следует особо подчеркнуть, что термин «педофилия» является сугубо медицинским, сексологическим. Судебный медик Г. Б. Дерягин считает, что педофилия рассматривается как специфический социальный конструкт нашего общества, где запрещены сексуальные контакты между детьми и взрослыми, а в обществах, где сексуальные контакты между детьми и взрослыми считались нормой, употребление термина «педофилия» было бы некорректно. Существует термин эфебофилия, обозначающий влечение к подросткам.
В современной юриспруденции термин «педофилия» употреблять не принято — в ней в общем множестве всевозможных преступлений рассматриваются и различные категории преступлений против половой неприкосновенности несовершеннолетних лиц (детей, подростков), не достигших возраста сексуального согласия, причём сексуальные предпочтения, сексуальная ориентация обвиняемого в таких преступлениях рассматривается просто как одна из множества подробностей дела. Но, что характерно, у очень значительной части преступников, совершивших половые преступления против детей и подростков, обнаруживаются признаки, соответствующие диагностическим критериям педофилии по DSM-IV (педофильного расстройства по DSM-5).
Термин «педофилия» не является синонимом сексуального насилия над детьми: далеко не все больные педофилией (педофилы) склонны к совершению сексуальных преступлений против детей, и вместе с тем не всякий преступник, совершивший сексуальное насилие над ребёнком, болен педофилией (педофил). Англоязычные исследования могут использовать слово «pedophile» для обозначения насильников над детьми, в том числе и для тех, кто не испытывает особенного влечения к детям.
В английском и немецком языках наряду с термином «педофилия» (нем. Pädophilie, англ. pedophilia) используются термин «педосексуальность» (нем. Pädosexualität, англ. pedosexuality), употребление которого не всегда синонимично. Так, многие группы по поддержке жертв сексуального насилия над детьми выступают за употребление слова «педосексуальность» как подчёркивающего сексуальную основу вместо греческого «филия» (любовь). Так же и многие активисты педофильских движений выступают за использование слова «педосексуальность», однако уже по другой причине: по их мнению, педосексуальность более стройно встраивается в линейку сексуальных ориентаций: гетеросексуальность — бисексуальность — гомосексуальность. Также и в научной среде проводится разделение между педофилией (сексуальные предпочтения) и педосексуальностью (сексуальное поведение).

### Самоназвания
Сами педофилы с целью улучшения имиджа используют методы семантического манипулирования терминологией для собственной и общественной идентификации, называя себя не «педофил», а «бой лав» — «boy lover» (с англ. — «любящий мальчиков») или «child lover» (с англ. — «любящий детей»). Даркин и Брайант в публикации «Пропаганда педерастии: тематический анализ онлайн-мнений, оправдывающих нераскаивающихся педофилов» отмечают, что «вместо того, чтобы считать себя растлителями детей или извращенцами, эти педофилы могут более комфортно представлять себя взрослыми, испытывающими „романтический“ интерес к мальчикам».
Также педофилы поддерживают придуманное врачебно-психологичской группой B4U-ACT название «влекомые к несовершеннолетним», сокращённо МАП, каковой термин охватывает, кроме педофилов, также нипиофилов, гебефилов, эфебофилов и лиц, совершавших половые преступления над несовершеннолетними.
Педофилы — противники половых контактов с детьми себя называют «добродетельными», сокращённо VirPed’ами. Борец за права педофилов Том О’Кэрролл предлагает сторонникам половых контактов с детьми себя называть «еретиками», Heretics.
Он же, считая отказ от слова «педофил» необходимым в пропаганде легализации половых контактов с детьми, по примеру геев (отказавшихся от самоназвания «содомиты» и «извращенцы») предлагает называть влекомых и доброжелательных к несовершеннолетним «кайндами», the Kind, — ввиду ассоциации с немецко-голландским словом «ребёнок» и английским словом «добрый».
В российском форуме любителей девочек Нимфетомания педофилов называют «медведями» (по аналогии с Педобиром), женщин — «лисичками», девочек — «белочками», а мальчиков — «зайчиками».

### Термины для обозначения педофилии в Древней Греции
Русское слово «педофилия» происходит от др.-греч. παῖς (р. п. παιδός) — «дитя, мальчик, отрок» (восходит к ПИЕ *peu- — «малый») + φιλία — «дружба, дружественность, расположение, притяжение, влечение, любовь» (возможно от ПИЕ *bʰil- — «порядочный, хороший, гармоничный, дружелюбный»). В древнегреческой литературе слово παιδέρως встречается в литературе лишь единожды в значении «педераст», но слово παιδεραστεῖν встречается довольно часто. Лукиан Самосатский лишь однажды употребил τὰ παιδεραστικὰ в значении «педерастия» («Lucianus», De Domo. 4). Изначально безобидные слова παιδοτριβεῖον и παιδοτρίβης первоначально означали наставников мальчиков в искусстве борьбы. Неконтролируемое влечение к мальчикам называли словом παιδομανία (от слова др.-греч. μανία «страсть, безумие»), а подверженного этой страсти — παιδομανής. Тех, кто смотрит на мальчиков или шпионит за ними называли παιδοπίπης, в дополнение к этому в данное слово вкладывался смысл «тот, кто страстно желает и строит глазки мальчикам со светлыми волосами».
В разных диалектах древнегреческого языка любовь к мальчикам обозначалась по-разному. К примеру, на острове Крит, мальчик, который является объектом страсти, назывался ἐρώμενος («любимый») до тех пор, пока за ним ухаживают, но если он просто становился другом взрослого, его называли κλεινός («прославленный, знаменитый»). Любовники на острове назывались ἐραστής, а после окончательной стадии взаимоотношений — φιλήτωρ. В дорийском диалекте древнегреческого языка любовника мальчика обычно называли εἴσπνηλος, εἰσπνήλας (буквально «вдохновитель»), с намёком на то, что любовник ответственен за мальчика во всех отношениях и должен вдохновлять его на всё благородное и прекрасное. Словом εἰσπνεῖν (от εἰσπνέω «вдыхать») дорийцами обозначалась исключительно любовь к мальчику. Слово φιλοβούπαις применялось к мужчинам, добивавшимся любви возмужавших юношей (βούπαις «большой мальчик»).
Чаще всего возлюбленный мальчика назывался выражением τὰ παιδικά («вещи, связанные с мальчиками»). Выражение употреблялось по отношению к человеку, который любил всё, связанное с мальчиками, от телосложения до свойств ума.
В поздние века, главным образом благодаря отцам христианской церкви, в непристойном смысле стали использоваться слова παιδοφθόρος, παιδοφθορία, παιδοφθόρειν («совратитель мальчиков, совращение мальчиков, совращать мальчиков»).

## История концептуализации педофилии в качестве психической патологии

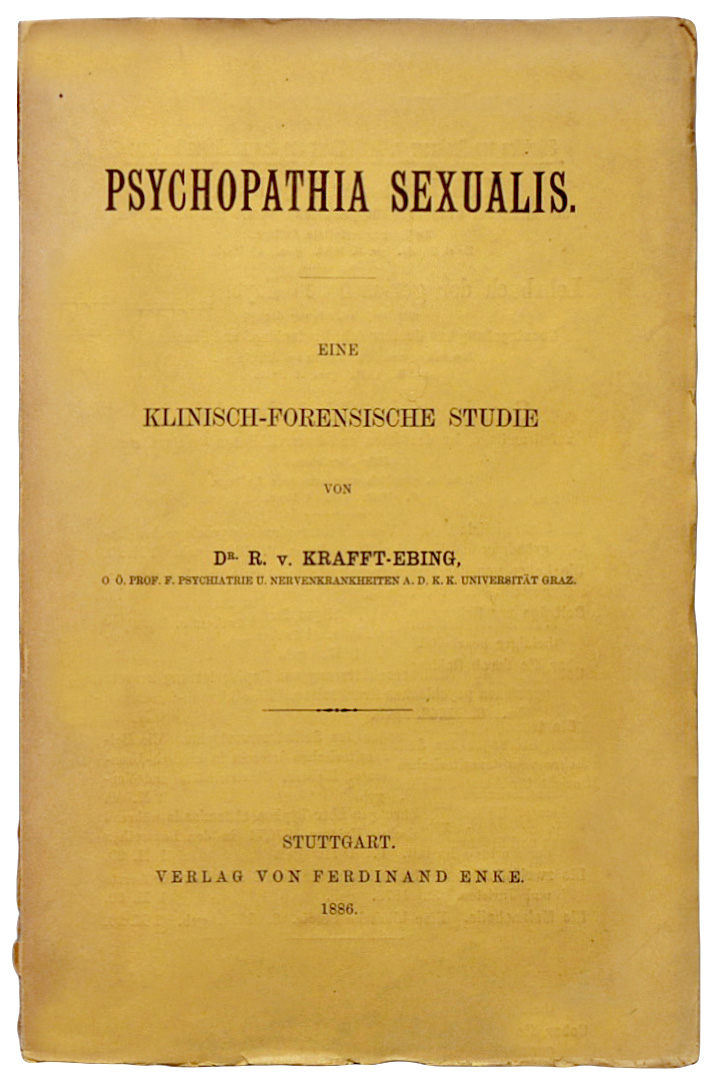
Первое издание монографии фон Крафт-Эбинга «Сексуальные психопатии» (Штутгарт, 1886)

Несмотря на то, что аномальное сексуальное поведение в целом, и педофильное в частности, существует с незапамятных времён, причём в одних культурах к этому поведению отношение было терпимое или даже при определённых обстоятельствах поощрительное, в других оно жёстко подавлялось, концептуализация педофилии как патологии — относительно новое явление, которое связано с именем австрийского и немецкого психиатра Рихарда фон Крафт-Эбинга. Клинический термин «эротическая педофилия» (нем. pedophilia erotica) впервые был упомянут в его известной монографии «Сексуальные психопатии: клиническо-судебное исследование» (Штутгарт, 1886), в значении сексуального влечения к детям.
Однако, несмотря на усилия Крафт-Эбинга и других пионеров сексологии, психиатрическое сообщество не спешило распознавать сексуальные аномалии как явления, заслуживающие медицинского внимания. Например, в СССР долгое время «сексуальные извращения» рассматривались лишь через социальную (классовую) призму, то есть объявлялись преимущественно результатом воздействия социальных факторов. В связи с этим сексуальные аномалии считались следствием декадентских социальных тенденций.
В мире существуют две авторитетные классификации психических патологий — DSM (англ. Diagnostic and Statistical Manual of mental disorders — «Диагностическое и статистическое руководство по психическим расстройствам») американской психиатрической ассоциации и ICD (англ. International Statistical Classification of Diseases and Related Health Problems — Международная статистическая классификация болезней и проблем, связанных со здоровьем; МКБ) Всемирной организации здравоохранения (ВОЗ). Проследив за изменением описания педофилии в разных изданиях этих авторитетных источников, можно понять, как изменялась её концептуализация с течением времени. Также ещё есть CCMD (англ. Chinese Classification of Mental Disorders, кит. 中国 精神 疾病 分类 方案 与 诊断 标准 — Китайская классификация психических расстройств) китайского общества психиатров, однако в ней нет диагноза «педофилия», что может быть косвенным подтверждением влияния культурных факторов на психиатрическую классификацию. В литературе даже встречается мнение, что педофилия — это культурно-обусловленный синдром, то есть состояние, которое рассматривается в качестве болезни только в рамках определённой культуры[страница не указана 2552 дня].
В рамках же DSM и МКБ концептуализация педофилии кардинальным образом менялась вместе с концептуализацией других парафилий и психических расстройств в целом.
В DSM-I 1952 года отдельного диагноза «педофилия» не было. Но был диагноз «сексуальная девиация» в группе антисоциальных расстройств личности, код 000-x63, ему соответствовал аналогичный диагноз в МКБ-7, код 320.6. В нём указывалось, что этот диагноз для лиц с девиантной сексуальностью, которая не является симптомом более серьёзной психической патологии. Упоминалось также требование спецификации одного из вариантов аномального сексуального поведения (то есть этот диагноз был поведенческим, сексуальные фантазии, побуждения для него были не важны). В качестве примеров девиантного сексуального поведения упоминались гомосексуализм, трансвестизм, педофилия, фетишизм, сексуальный садизм. Определений этих терминов дано не было. Тот факт, что этот диагноз находился в группе антисоциальных расстройств личности, был связан с представлением, что девиантный сексуальный акт совершают психопаты. В наше время известно, что далеко не у всех людей с необычным сексуальным интересом есть расстройство личности, в том числе и у педофилов.
В DSM-II 1968 года уже появился отдельный диагноз «педофилия», код 302.2 (в DSM-II использовались коды МКБ-8), но его диагностических критериев не было, было лишь дано общее определение «сексуальной девиации»: «любой сексуальный интерес не к коитусу с лицом противоположного пола, либо к коитусу при причудливых обстоятельствах». Философ науки Патрик Синджи (англ. Patrick Singy) отмечает, что упоминание слова «причудливый» (англ. bizzare) в официальном определении довольно странно и ненаучно.
К моменту выхода DSM-III в 1980 году Американская психиатрическая ассоциация (АПА) кардинальным образом поменяла подход к классификации психических расстройств. По новым стандартам, чтобы состояние было им признано, должны быть представлены эмпирические доказательства того, что оно 1) причиняет вред человеку или окружающим и 2) что оно дисфункционально. Официально в DSM под дисфункцией понимается нарушение социального функционирования, но в научных работах и дебатах широко применяется критерий Джерома Карла Уэйкфилда (англ. Jerome Carl Wakefield), по которому дисфункция — это нарушение функции психофизиологического механизма, выработанного эволюцией. Таким образом, если какая-то психиатрическая школа считает определённое состояние болезнью, например, гомосексуальность, лишь на основании своей теории, но нет эмпирических данных, доказывающих, что оно соответствует стандартам, принятым в DSM-III, то есть представляет вредную дисфункцию, то это состояние не может быть психическим расстройством. С введением новых стандартов в DSM-III встал вопрос о сексуальных девиациях: должны ли они быть в нём? То, что согласно теории психосексуального развития эти состоянии болезненны, теперь не может быть аргументом. Некоторые специалисты в то время считали, что их не должно быть в DSM-III вместе с гомосексуальностью в связи с тем, что они не приносят вред человеку с ними, то есть не представляют вредную дисфункцию. Проблема их классификации была решена следующим образом: они были включены в DSM-III на том же основании, что и сексуальные дисфункции (гипосексуальность, эректильная дисфункция), под новым названием «парафилии» (тогда считалось, что этот термин более нейтральный, чем «сексуальная девиация») как половая дисфункция, которая причиняет вред человеку, но не было представлено убедительных эмпирических данных, что парафилики сексуально дисфункциональны (у многих из них есть своя семья, дети). Кроме того, некоторыми авторами, как, например, канадским сексологом Энтони Фрэнсисом Богартом (англ. Anthony Francis Bogaert), изучающим асексуальность, ставится под сомнение правомерность приравнивания отсутствия сексуального интереса к мужчине или женщине к отдельному психическому расстройству. А американский сексолог Чарльз Аллен Моузер (англ. Charles Allen Moser) отметил, что по принципам DSM дисфункция, ассоциированная с психическим расстройством, должна быть специфична: дисфункция, связанная с шизофренией, должна быть одной; дисфункция, связанная с депрессией, — другой; дисфункция, связанная с сексуальными расстройствами, — третьей. Но нет исследований, которые бы показали специфичность дисфункции для какой-либо парафилии. Американский сексолог отметил, что если бы даже 100 % парафиликов страдали бы депрессией, то это ещё бы не доказывало дисфункцию парафилии, так как в этом случае у них была бы не особая «парафильная» дисфункция, а связанная с депрессией, а, значит, диагноз депрессия более уместен. В общем, основание для включения парафилий в DSM-III было слабым по новым стандартам.
Для того, чтобы парафилии больше соответствовали новым стандартам психического расстройства, в 1987 году в DSM-III-R (где, R — англ. revised букв. «пересмотренный») для их диагностики был добавлен критерий причинения диагностируемому лицу клинически значимого дистресса от парафилии или наличия с его стороны действий в соответствии с парафильными побуждениями (критерий вреда другим). Подобный диагностический критерий есть и в ICD-10 (критерий G2, заключающийся в наличии субъективного дистресса или объективного действия в соответствии с парафильными импульсами), так как и ВОЗ перешла на принципы классификации психических расстройств, принятые в DSM. Психиатр Фредерик «Фред» Сол Берлин (англ. Frederick «Fred» Saul Berlin) как один из авторов DSM-III-R, ответственных за это изменение, комментируя его, отметил, что просто быть не таким, как все, не болезнь, но если человек страдает из-за своих особенностей, то ему должна быть оказана помощь. Также поменялся подход к оценке наличия атипичного сексуального интереса у человека с относительного на абсолютный. Это было связано с тем, что сексологи и психиатры осознали, что разные сексуальные интересы могут сосуществовать у одного человека и быть сравнимыми по своей интенсивности, в то время как при принятии DSM-III считалось, что у субъекта может быть лишь один интенсивный сексуальный интерес. С принятием DSM-III-R появилась возможность постановки нескольких парафильных диагнозов одному лицу, а их диагностика стала более простой. Например, если человек вступал довольно часто в сексуальную активность с детьми, то, чтобы психиатрам поставить ему диагноз «педофилия» по DSM-III, требовалось установить, что педофильные сексуальные побуждения интенсивнее непедофильных (в том числе других парафильных), с выходом DSM-III-R этого уже не требовалось.
В DSM-IV 1994 года был изменён критерий клинической значимости для всех парафилий, теперь диагноз мог ставиться, если только необычные сексуальные побуждения причиняют страдания их носителю. Но в 2000 году с выходом DSM-IV-TR (где, TR — англ. text revision, букв. «пересмотренный текст») для парафилий, которые ассоциированы с незаконными действиями (педофилия, эксгибиционизм, вуайеризм, сексуальный садизм), были восстановлены диагностические критерии DSM-III-R. Также в DSM-IV было сделано указание, что парафилии следует отличать от непатологичного атипичного сексуального интереса. В комментариях к диагнозу педофилия было отмечено, что большинство педофилов не испытывают дистресс из-за своих особенностей, а также что педофилия начинает проявляться в подростковом возрасте и, как правило, длится всю жизнь.
С выходом DSM-5 в 2013 году был достигнут консенсус, что парафилии сами по себе не являются психическими расстройствами, но была введена категория «парафильное расстройство» (англ. paraphilic disorder). Парафильное расстройство диагностируется при 1) наличии парафилии и 2) страданий, вызванных ею субъекту или другим людям, а парафилия лишь оценивается (не диагностируется) на основании сексуальных побуждений. В пресс-релизе Американской психиатрической ассоциации, посвящённому парафилиям, заявлено, что большинство людей с необычным сексуальным интересом согласно DSM-5 не являются психически больными. Глава рабочей подгруппы по парафилиям (рабочая группа по сексуальным и гендерным расстройствам, ответственная за пересмотр соответствующих диагностических критериев в DSM, была разделена на несколько подгрупп), профессор кафедры психиатрии Торонтского университета Рей Блэнчард (англ. Ray Blanchard), комментируя консенсус, достигнутый по парафилиям, отметил, что они хотели зайти в депатологизации необычных сексуальных интересов настолько далеко, насколько это возможно, но уточнил, что «злокачественные» аномалии полового влечения, которые приводят к страданию человека или окружающих, должны рассматриваться как расстройство. Чарльз Аллен Моузер же считает, что изменения в DSM-5 небольшие: в DSM-IV уже было явным образом указано, что парафилии следует отличать от непатологичного необычного сексуального интереса, а также выразил опасение, что разница между «парафилией» и «парафильным расстройством» на практике может игнорироваться. В комментариях к диагностическим критериям педофильного расстройства в DSM-5 сказано, что если человек не страдает из-за педофилии и не причиняет никому вреда, то у него «педофильная сексуальная ориентация» (31 октября 2013 года исправлено на «педофильный сексуальный интерес», англ. pedophilic sexual interest), а не педофильное расстройство. Также в них отмечено, что педофилия длится всю жизнь, как правило, с пубертата, а «педофильное расстройство» — нет, и указано, что причиной педофилии, следовательно, и связанного с ним педофильного расстройства может быть пренатальное нарушение развития центральной нервной системы.
Работа над МКБ-11 продолжается, но уже сейчас в опубликованной бета-версии МКБ-11 педофилия заменена на «педофильное расстройство» (код 6D32).

## Общие медицинские сведения
Согласно DSM-5 АПА педофильный сексуальный интерес, который оценивается у лица не младше 16 лет на основании наличия не меньше 6 месяцев интенсивных сексуальных побуждений, фантазий, связанных с вовлечением в сексуальную активность допубертатных детей, сам по себе не является психическим расстройством. Но в случаях, когда педофил страдает из-за своих особенностей или причиняет вред другим людям, ему может быть поставлен диагноз «педофильное расстройство» (англ. pedophilic disorder). Для установления диагноза не имеет значения, на собственных или на чужих детей обращён сексуальный интерес субъекта, для первого случая по DSM-5 можно указать, что педофильное расстройство ограничено инцестом (англ. limited to incest).
В соответствии с МКБ-10 Всемирной организации здравоохранения, используемой в странах-членах ВОЗ, в том числе и в Российской Федерации, для постановки диагноза «педофилия» должны быть соблюдены следующие условия: 1) лицо удовлетворяет общим критериям G1, G2, G3 части F65 (парафилии) и 2) особым критериям F65.4 (педофилии). Общие критерии гласят, что у лица должны быть необычные сексуальные побуждения, фантазии (G1), которые причиняют ему дистресс, или он действует в соответствии с ними (G2), и которые длятся не меньше 6 месяцев (G3); в особых критериях F65.4 указано, что у лица должно быть сексуальное предпочтение допубертатных или раннепубертатных детей (то есть специфицируется природа необычных сексуальных побуждений, фантазий, упоминаемых в критерии G1), а также что он не младше 16 лет и как минимум на 5 лет старше объекта полового влечения[страница не указана 3085 дней]. Строгие, как в DSM, диагностические критерии психических расстройств МКБ-10 указаны в «зелёной» книге (англ. The ICD-10 classification of mental and behavioural disorders. Diagnostic criteria for research), в «синей» (англ. The ICD-10 classification of mental and behavioural disorders. Clinical descriptions and diagnostic guidelines) дан лишь описательный материал.
Таким образом, и по DSM-5, и по МКБ-10 (ожидается выход МКБ-11 в 2022 году) человек с сексуальным интересом к детям может быть признан психически больным, если он действует в соответствии с педофильными побуждениями или страдает из-за них. Главная разница между МКБ и DSM, пожалуй, в том, что в первом сексуальный интерес к раннепубертатным детям отнесён к педофилии.
Педофильное поведение может носить и замещающий характер, когда при невозможности или неспособности вступить в отношения с взрослыми сексуальными партнёрами из-за постоянных фрустраций субъект обращается к детям как к сексуальному объекту. В этом случае диагноз «педофилия» по МКБ и DSM не ставится[страница не указана 3086 дней].
DSM и МКБ-критерии для педофилии не были адекватно протестированы. Кроме того, многие клиницисты реже используют диагностические критерии DSM и МКБ, чем социально-правовые типологии сексуальных правонарушителей, а во многих научных публикациях, посвящённых лечению педофилии, чаще употребляются социально-правовые термины «child molester» и «sex offender», чем клинические термины DSM и MКБ:4. Многие известные клиницисты, например канадский психолог Уильям Л. Маршалл (англ. William L. «Bill» Marshall), даже ставят под сомнение, что атипичное сексуальное предпочтение является ключевой мишенью лечения сексуальных правонарушителей, приводя данные, что лечение, которое эффективно для минимизации рецидива у сексуальных правонарушителей без педофилии, также эффективно и в отношении сексуальных правонарушителей с педофилией. Кроме того, Маршалл отмечает, что психологическая интервенция, нацеленная на уменьшение риска рецидива среди всех сексуальных правонарушителей, например увеличение самооценки, способно изменить сексуальное предпочтение. Таким образом, в социологических концепциях атипичное сексуальное предпочтение рассматривается лишь как один из факторов риска социальной дезадаптации в форме сексуального правонарушения, наряду с гиперсексуальностью, когнитивными искажениями, нарушениями привязанности, эмпатии, низкой самооценкой, а не как самостоятельная нозологическая единица, которой следует уделять особое внимание.
Взгляд на педофилию как на психическое расстройство не универсален. Американский психиатр Ричард Грин (англ. Richard Green) в статье 2002 года «Педофилия — психическое расстройство?» (англ. Is Pedophilia a Mental Disorder?) отмечает, что это поведение считалось нормой в древней культуре многих народов, нередко среди приматов, а также ставит под сомнение соответствие педофилии определению психического расстройства.
Чарльз Аллен Моузер, обобщая вопрос, поднятый Ричардом Грином, призывает АПА полностью удалить категорию парафилии из DSM, особо подчёркивая, что удаление диагноза «педофилия» не означает, что сексуальная связь между взрослым и ребёнком не является преступлением, а отсутствие данной диагностической категории позволит судебной системе сконцентрироваться на криминальном аспекте действия, не давая возможности преступнику оправдываться страданием от психического расстройства. При лечении же педофилов, ищущих помощи, Моузер считает, что целесообразнее использовать другие, несексуальные, диагнозы: депрессия, ОКР и так далее. Также американский сексолог высказал мнение, что на сегодняшний день научного знания о сексуальности человека недостаточно для обоснования патологизации некоторых её вариаций. Компромиссом стало решение рабочей подгруппы по парафилии во главе с Рэем Блэнчардом по созданию категории «парафильное расстройство» и признанию парафилии состоянием, не требующим психиатрического вмешательства, пока она не причиняет никому вреда.
Сопутствующая заболеваемость другими парафилиями довольно распространена, 50—70 % педофилов, также удовлетворяют диагностическим критериям вуайеризма, эксгибиционизма, фроттеризма или садизма:5.

### Классификация педофилии
По DSM-5, в зависимости от предпочтения объекта, различают:
- гетеросексуальную педофилию;
- гомосексуальную педофилию;
- бисексуальную педофилию.

Помимо этого, согласно DSM-5, педофилия может быть эксклюзивной (англ. Exclusive Type, влечение только к допубертатным детям; таких педофилов называют истинными (англ. true pedophiles)) и неэксклюзивной (англ. Nonexclusive Type, влечение к детям и взрослым):3.
Рабочей подгруппой по парафилии для принятия в DSM-5 был предложен вариант классификации педофилии по возрасту (степени полового созревания) объекта влечения с включением к разновидностям педофилии гебефилии:
- педофильный («классический») тип (англ. Pedophilic Type) — сексуальное влечение к допубертатным детям (11 лет и младше);
- гебефильный тип (англ. Hebephilic Type) — сексуальное влечение к раннепубертатным детям (11—14 лет);
- педогебефильный тип (англ. Pedohebephilic Type) — сексуальное влечение к обеим обозначенным возрастным группам.

Но это предложение было подвергнуто резкой критике, в том числе такими авторитетными психиатрами, как Аллен Фрэнсис (англ. Allen Frances). В итоге АПА отклонила его, и по DSM-5, как и по DSM-IV-TR, к педофилии может быть отнесено только влечение к допубертатным детям.
В МКБ-10 вариантов классификации педофилии нет.

### Эпидемиология
Относительно распространённости педофилии имеются различные данные. Так, сексолог Геннадий Дерягин приводит данные опросов Джона Бриера (англ. John Briere) и Марши Рунц (англ. Marsha Runtz), проведённых среди студентов последнего курса Университета Южной Калифорнии (Лос-Анджелес, США), которые свидетельствуют о том, что 9 % данной категории опрошенных имеют сексуальные фантазии, включающие детей, а 7 % считают возможными сексуальные отношения с ребёнком при исключении возможности уголовного наказания за это; по данным собственных исследований этого автора, выраженные и осознаваемые педофильные потребности присутствуют у 1 % студенток и 4 % студентов выпускных курсов архангельских вузов.
Сексолог Андрей Ткаченко отмечает, что сексуальное фантазирование с участием детских образов, а также эмоциональный отклик на эти образы распространены достаточно широко, однако большинство людей, которые испытывают подобные побуждения, не реализуют их в своих действиях.
Подавляющее большинство педофилов — мужчины. Оценки варьируются от 90 % до 99 %:5.
В немецком исследовании 2015 года неклинической популяции 8 718 мужчин путём анонимного опроса в интернете были получены следующие цифры: в той или иной степени сексуальный интерес к детям присутствует у 5,5 % мужчин; у 4,1 % имеются сексуальные фантазии, связанные с детьми; у 0,1 % респондентов сексуальный интерес к детям эксклюзивный или предпочтительный; 1,7 % смотрели детскую порнографию; 0,8 % мужчин пошли на реальный сексуальный контакт с ребёнком; 0,7 % совершили оба правонарушения (просмотр детской порнографии в Германии незаконен в силу § 184b Уголовного кодекса Германии).
В научной литературе обсуждались данные о более высокой относительной распространённости гомосексуального и бисексуального влечения к детям среди людей с педофилией:5. По разным оценкам, гомосексуальное влечение к детям испытывают от 9-40 % педофилов, что в 4-20 раз выше, чем распространённость гомосексуального влечения к взрослым людям среди мужчин. Отмечается, что эта корреляция не означает, что гомосексуалы имеют большую предрасположенность к педофилии, чем гетеросексуалы — она указывает, что большой процент педофилов гомосексуально или бисексуально ориентирован по отношению к детям. В современной научной литературе высказывается мнение о разных сексуальных ориентациях: влечение мужчин к взрослым мужчинам (андрофилия) следует отличать от гомосексуальной педофилии, подразумевающей влечение взрослых мужчин к мальчикам. В научной литературе описаны различия между мужчинами, которые растлевают мальчиков, по сравнению с теми, кто растлевает девочек: гомосексуальные педофилы растлевают до сотни детей и редко делают это с одной жертвой дважды, их преступления начинаются в подростковом возрасте. Жертвы гетеросексуальных педофилов подвергаются многократным актам и немногочисленны, преступления начинаются во взрослом возрасте. Гомосексуальные педофилы чаще являются холостыми, со стабильной занятостью, преступления происходят вне дома жертвы, гетеросексуальные — обычно женаты, безработны, страдают алкоголизмом, психопатиями, имеют низкий IQ и совершают преступление в доме жертвы:6.

### Начало проявления и течение педофилии
В немецком исследовании 2015 года сообщается о том, что педофилия начинает проявляться в различном возрасте: был выявлен разброс начала проявления этого расстройства от 6 до 44 лет, средний возраст начала проявления — 17 лет. Кроме того, исследование выявило следующую корреляцию: чем раньше начинает проявляться педофилия, тем более она устойчива в течение жизни.
О том, что педофилия начинает проявляться в детском и подростковом возрасте, пишут многие специалисты, например Джин Гордон Абель (англ. Gene Gordon Abel) и Нора Харлоу (англ. Nora Harlow) в исследовании 2001 года по предотвращению детского растления:

Раннее начало: педофилия — это расстройство, которое формируется с ранних лет. Человек с такого рода расстройством с раннего возраста начинает приставать к детям гораздо младше себя. Более чем 40 % начинают это делать, не достигнув 15 лет, а большинство — в возрасте до 20 лет.
Оригинальный текст (англ.)Early onset: Pedophilia is a disorder that starts early in life. Child molesters whith the disorder pedophilia begin to molest much younger children at an earlier age. More than 40 percent molest before they reach age 15, and the majority molest before age 20[страница не указана 3085 дней].

В связи с тем, что педофилия — одно из самых стигматизированных психических расстройств, у многих педофилов в подростковом возрасте появляется депрессия, тревожное расстройство, кроме того, возможно совершение ими сексуальных правонарушений. Фред Берлин приводит данные, что у 26 % педофилов были суицидальные мысли, причём в 48 % случаев они начали появляться до 18 лет. В связи с этим он считает, что педофилы нуждаются в психиатрической помощи не только для уменьшения вероятности нанесения вреда детям в случае реализации влечения, но и для улучшения их психического состояния. Однако Фред Берлин отмечает, что не все педофилы нуждаются в помощи: многие научились жить со своим влечением без причинения вреда себе и другим. О необходимости распознавания у подростков педофилии и её лечения на ранней стадии пишет директор немецкого Института сексологии и сексуальной медицины «Шарите» (Берлин, Германия) Клаус Михаэль Байер (нем. Klaus Michael Beier). Многие российские специалисты придерживаются этого же мнения, например юрист, профессор Яков Гилинский:

На эту тему много пишут сейчас, но на самом деле педофилов не стало больше. Их доля постоянна в любой популяции. «Сексуальные маньяки» (это, конечно, ненаучное определение) действуют в результате так называемой патологии влечения. Такие патологии, как и другие психические отклонения, равномерно распределены в различных обществах. Предупреждать преступления на сексуальной почве можно, только выявляя такие наклонности заранее. Это могут сделать близкие люди, медицинские работники или сами девианты, если они осознают, что их мысли, стремления далеки от общепринятых, нуждаются в коррекции. Если удаётся выявить эти наклонности на ранней стадии развития патологии, то возможна коррекция — психологическая, психиатрическая, педагогическая. Если не удаётся, мы получаем новых «героев» криминальной сводки.

Очень мало известно о динамике педофильного влечения в течение жизни, как и об эротической пластичности человека в целом. Однако совершенно точно известно, что в течение жизни человека с педофилией могут меняться его отношение к ней, способность её контролировать, способность к эмпатии, когнитивные искажения, уровень социальной адаптации. Таким образом, даже если невозможно полное избавление человека от педофилии (в данном случае целесообразно её рассматривать как сексуальную ориентацию), возможны его успешная социальная интеграция и минимизация риска совершения им сексуального правонарушения при правильно подобранной терапии.

### Этиопатогенез
В этом разделе описан взгляд на этиологию и патогенез педофилии с точки зрения разных клинических концепций, которые не являются взаимоисключающими. Так, несмотря на то, что накоплено много данных, свидетельствующих о нарушении у педофилов пренатального развития центральной нервной системы, нельзя исключить возможность того, что педофил не рождается с педофилией, а с предрасположенностью к этому состоянию, которое формируется в процессе приобретения опыта. Концепция Джона Мани о карте любви придаёт большое значение научению в формировании педофилии в критический период психосексуального онтогенеза, но и учитывает возможность, что некоторые дети имеют врождённую склонность к формированию этого расстройства. Клиническая концепция Александра Бухановского не противоречит другим: в ней также придаётся большое значение раннему органическому поражению мозга и научению в формировании парафилий, но она акцентирует внимание на объяснение развития у некоторых педофилов болезни зависимого поведения.

#### Разрушенная карта любви
Термин «карта любви» (англ. lovemap) был введён американским сексологом Джоном Мани (англ. John William Money) для описания сексуальных предпочтений человека. Карта любви — это уникальный для каждого человека образ идеального полового партнёра и оптимальной сексуальной активности с ним, который жёстко запечатлён в мозге. По Мани критическим периодом в её формировании является возраст от пяти до восьми лет. Он придавал большое значение детским сексуальным играм в этом возрасте, считал, что у ребёнка, пропустившего их, могут быть атипичные сексуальные предпочтения, когда он вырастет, но также допускал возможность, что их причиной могут быть пережитые физические, эмоциональные, сексуальные и другие злоупотребления. Американский сексолог назвал нарушение психосексуального развития, приводящее к парафилии, «разрушением карты любви». По Мани в разрушенную карту любви включены необычные элементы, в норме в ней не встречающиеся, но существующие в обществе вне сексуального контекста: преклонение перед талисманами, искупление греха и так далее. При их включении происходит предельное расщепление двух компонентов либидо — платонико-романтического и сексуального, которое в норме встречается в небольшой степени у многих (расщепление между сексом и любовью), первопричина этого, по Мани, социокультурная. Например, в христианской культуре есть безгрешный образ «Мадонны» (объект платонико-романтического влечения) и антагонистичный ей образ «блудницы» (объект сексуального влечения), при парафилиях эти два образа предельно отделены друг от друга. Все парафилии Мани классифицировал по стратегии, посредством которой сладострастие и чувственность отделяются от любви и романтического аффекта. Фетишист не предаётся сладострастию с платонико-романтическим объектом либидо, направляя его на неодушевлённый предмет, с ним ассоциированным, что оставляет «Мадонну» безгрешной — это реализация талисманной стратегии расщепления либидо. Мазохисту же при сексуальном взаимодействии с любовником нужно искупать грех сладострастия, что является вариантом искупительной стратегии. Педофилию же Мани рассматривал как вариант избирательно-клейменной стратегии, которая в общем случае требует, чтобы партнёр в сладострастии был «неверующим язычником» — в корне отличным по религии, расе, цвету, национальности, социальной (классовой) или возрастной принадлежности от безгрешного любовника своей социальной группы. Этот класс парафилий, кроме собственно педофилии, включает гебефилию, геронтофилию, акротомофилию и тому подобное[страница не указана 3086 дней][страница не указана 2981 день]. Но есть данные, которые не вписываются в предположение Мани о расщеплении двух компонентов либидо у педофилов: то есть, возможно, у них к детям направлен не только сексуальный компонент либидо, но и платонико-романтический[страница не указана 3085 дней].

#### Научение
Многие люди испытывали в детстве сексуальный опыт с другими детьми в рамках нормативных сексуальных игр. У некоторых возникает мощная рефлекторная связь между незрелыми физическими признаками партнёров и сексуальным удовольствием. В дальнейшем она закрепляется ещё больше через повторяющуюся мастурбацию. Экспериментальные данные, однако, показывают, что роль условно-рефлекторного и оперантного научения в формировании у людей сексуального интереса минимальна или отсутствует вовсе. Попытки переориентации педофилов на нормативные стимулы с помощью различных техник поведенческой терапии не увенчались успехом, что также ставит под сомнение роль научения в образовании аномальных сексуальных предпочтений.
Долгое время считалось, что вследствие пережитого сексуального злоупотребления у ребёнка происходит фиксация пережитого сексуального сценария по механизму импринтинга либо по механизму имитации. Действительно, есть данные, которые подтверждают эту теорию. Например, в исследовании 2001 года по предотвращению детского растления Дж. Абель и Н. Харлоу пишут, что для злоупотреблённых в детстве мальчиков увеличивается риск того, что они сами, повзрослев, станут растлителями детей. Согласно их данным, более чем 47 % признавшихся растлителей сами в детстве стали жертвами сексуального злоупотребления. Данные цифры не противоречат результатам других исследований. Например, авторы одного исследования обнаружили, что 70 % мужчин-педофилов сами стали жертвами педофилов. Согласно данным другого исследования, большинство жертв детского насилия не становятся педофилами: лишь 38 % из выборки мужчин, переживших сексуальное злоупотребление в детстве, совершили физическое либо сексуальное насилие. Вывод о том, что большинство жертв сексуального насилия не становятся педофилами, делают также Холл и Холл в своём обзоре литературы, опубликованном в 2007 году в журнале Mayo Clinic Proceedings. При этом авторы обзора ссылаются на исследование Лизы Дж. Коэн (англ. Lisa Johnson Cohen) и др., опубликованное в 2002 году в журнале Psychiatric Quarterly.
Нужно избегать путаницы в том, насколько пережитое сексуальное злоупотребление в детстве оказывает влияние на вероятность совершения сексуального преступления мужчиной — жертвой в будущем. Кроме того, большинство жертв сексуального злоупотребления — девочки, однако большинство педофилов — мужчины. Учитывая эти данные, можно прийти к выводу, что только научения недостаточно для объяснения педофилии. Психиатры и сексологи Курт Фройнд (нем. Kurt Freund) и Майкл Кубан (англ. Michael E. Kuban) считают, что в целом концепция научения подвергнута серьёзной критике, так как о сексуальном насилии над собой в детстве рассказывали лишь те педофилы, которые подвергались уголовному преследованию, а те педофилы, которые не попадали в поле зрения правоохранительных органов, никогда не рассказывали о том, что были изнасилованы в детстве.
Холл и Холл в своём обзоре приводят ряд научных исследований, указывающих на существование факторов, способствующих формированию педофильных наклонностей. Одним из основных таких факторов указывается испытанное в детстве сексуальное насилие — явление, известное как цикл «жертва-насильник» (англ. victim-to-abuser cycle) или феномен «жертва-обидчик» (англ. abused-abusers phenomena). Холл и Холл, ссылаясь на несколько исследований, указывают, что процент педофилов, которые в детстве сами подверглись сексуальному насилию, широко варьирует, в зависимости от критериев отбора исследования и изучаемой выборки, от 28 % до 93 % (в то время как в выборочной контрольной группе такой показатель равен 15 %). Ссылаясь на исследование Лизы Дж. Коэн (2002), авторы также указывают, что практикующие гомосексуальную (по отношению к полу ребёнка) педофилию в детстве чаще подвергались сексуальному насилию, чем практикующие гетеросексуальную педофилию. Описывая возраст жертв, авторы также отмечают, что педофилы, как правило, совершают сексуальное насилие в отношении детей того же возраста, в котором подверглись сексуальному насилию сами. При этом Холл и Холл рассматривают педофилию как самостоятельную сексуальную ориентацию, не накладывающуюся на уже существующую гетеросексуальную или гомосексуальную идентичность.
Исследование Лизы Дж. Коэн и др., сравнившее (методом анкетного опроса) сексуальную историю детства 20 мужчин-педофилов (с педофилией гетеросексуального типа) с контрольной группой из 24 здоровых людей, было опубликовано в 2002 году в Journal of Nervous and Mental Disease. В работе авторы пришли к выводам о более высоком уровне пережитого в детстве сексуального насилия у педофилов, а также причинно-следственной связи между перенесённым насилием в раннем возрасте и последующим педофильным поведением. Так, 60 % педофилов (по сравнению с 4 % в контрольной группе) в ходе исследования сообщили о сексуальных домогательствах в детстве со стороны взрослых, а 75 % педофилов (по сравнению с 22 % мужчин из контрольной группы) — о первом сексуальном контакте в возрасте до 14 лет.
Согласно одному из последних обзоров литературы по педофилии, который опубликовали Гилиан Тенберген (англ. Gilian Tenbergen) и др. в 2015 году в журнале Frontiers in Human Neuroscience, ранние теории этиопатогенеза педофилии основывались на психолого-поведенческих механизмах, например, на тех, которые могли бы объяснить теорию «жертва-насильник». В качестве причин нарушения сексуального поведения, ассоциированного с педофилией, эти теории предлагали мастурбаторный условный рефлекс либо сексуальное насилие в детстве. Однако, согласно анализу литературы, проведённому авторами этого (Тенберген 2015), а также предыдущего (Сето 2008) обзоров, эти теории не имеют большой поддержки из-за отсутствия точной методологии, которая включала бы корректные контрольные группы, малых величин экспериментальных эффектов и отсутствия информации о продолжительности эффекта.

#### Педофилия как патология центральной нервной системы
Известно, что травмы головного мозга могут быть связаны с проявлением гипосексуальности и гиперсексуальности, а также иногда с парафилиями. Исследование Рея Блэнчарда с соавторами показало, что педофилы в несколько раз чаще, чем непедофилы подвергались черепно-мозговым травмам до 13 лет. Это исследование допускает две трактовки: 1) ранние черепно-мозговые травмы повышают вероятность развития педофилии, 2) пренатальное нарушение развития нервной системы повышает вероятность и педофилии, и ранних черепно-мозговых травм (например, дети с СДВГ более склонны к различным травмам, в том числе и к черепно-мозговым, но полагать, что они вызывают СДВГ, неверно). Другие исследования канадского коллектива учёных выявили, что у педофилов более низкий рост, более низкий IQ, а также что среди них повышенный процент левшей и амбидекстров. Низкий рост педофилов и более низкий IQ могут свидетельствовать как о влиянии различных вредностей в период пренатального онтогенеза, так и постнатального, а повышенный процент левшей и амбидекстров (около 30 % у педофилов против приблизительно 10 % у непедофилов) свидетельствует о том, что уже в утробе их мозг подвергался различным вредностям. Такой же повышенный процент неправшей встречается среди людей с такими болезнями, как аутизм, олигофрения, эпилепсия. Джеймс М. Кантор (англ. James M. Cantor) на лекции ATSA (англ. Association for the Treatment of Sexual Abusers) 2011 года, посвящённой исследованию педофилии, отметил, что педофилия, на сегодняшний день — бесспорно патология мозга, однако пока нет консенсуса, какие мозговые механизмы поражены при ней и каким образом. Также вполне возможна генетическая предиспозиция к педофилии. Но патология мозга при этом состоянии неявная, то есть нельзя с помощью нейрофизиологических, нейроанатомических исследований однозначно определить мозг педофила. Кроме того, Джеймс Кантор отметил, что выявленные корреляции, в том числе и нейроанатомические (недостаток белого вещества), не являются сами по себе необходимым условием для формирования педофилии, а также допустил возможность открытия новых корреляций, которые могут быть более значимыми для понимания её этиологии.
Российские учёные также считают, что первопричина педофилии (как и всех парафилий) в органическом поражении мозга, чаще всего пренатальном (до рождения). Но существует большая разница в понимании того, какие мозговые системы поражены у педофилов, между коллективом канадских учёных (Джеймс Кантор с соавторами) и российских (Андрей Ткаченко с соавторами). По Ткаченко с соавторами при парафилиях поражаются мозговые системы, ответственные за формирование базовой идентичности, в результате этого у человека нарушается последующий психосексуальный онтогенез, состоящий из: 1) формирования половой идентичности, 2) формирования полоролевого поведения, 3) формирования психосексуальной ориентации. При неправильном формировании половой идентичности, что, в свою очередь, вызвано органическим поражением головного мозга, остальные два этапа проходят искажённо[страница не указана 3085 дней]. Действительно, известно, что многие будущие гомосексуалы в детстве феминные, то есть можно говорить о нарушении этапа формирования половой идентичности, но в случае педофилии нет убедительных работ, это подтверждающих. Андрей Ткаченко ссылается на исследование своего же коллектива, которое обнаружило, что у всех парафиликов нарушена половая идентичность. Курт Фройнд же с соавторами не обнаружили, что у педофилов в детстве это нарушение есть, оно было выявлено только у гомосексуалов. Джеймс Кантор в обзоре 2012 года, посвящённому состоянию научных исследований парафилий и гомосексуальности, отметил, что есть много свидетельств, что гомосексуальность вызвана нарушением дефеминизации и маскулинизации мозга, что в детстве может проявить себя как нарушение половой идентичности, но нет убедительных доказательств того, что какая-либо парафилия вызвана подобным процессом. Однако эффект порядка рождения братьев справедлив и для гомосексуальной педофилии. Этот эффект открыт Реем Блэнчардом, он заключается в том, что чем больше у мужчины старших биологических братьев, тем выше вероятность того, что он будет гомосексуалом, причём каждый старший биологический брат увеличивает эту вероятность на 33 %. Сексологом Энтони Богартом (больше известен как исследователь феномена асексуальности) было подтверждено, что эффект порядка рождения справедлив только при учёте биологических братьев, то есть он носит биологический характер, а не психосоциальный. Предполагается, что этот эффект связан с повышением сенсибилизации иммунной системы матери к H-Y антигенам (белкам, кодируемым Y-хромосомой), необходимым для дефеминизации и маскулинизации мозга, из-за того, что они попадают в кровеносную систему матери, иммунная система которой вырабатывает антитела к ним. Эти антитела после преодоления плацентарного барьера могут повлиять на процесс половой дифференцировки мозга. Чем больше у матери сыновей, тем больше её иммунная система сенсибилизирована к H-Y антигенам, тем выше вероятность нарушения процесса дефеминизации и маскулинизации мозга плода и, соответственно, рождения гомосексуального сына. Есть и другие причины нарушения дефеминизации и маскулинизации мозга, такие, как стрессы матери, что объясняет, почему возможна гомосексуальность у первого сына. Кантор с соавторами утверждают, что только 1 из 7 случаев гомосексуальности обусловлен открытым Реем Блэнчардом эффектом. Справедливость эффекта порядка рождения братьев для гомосексуальной педофилии может указывать на схожесть её этиологии с этиологией гомосексуальности.
По гипотезе научного коллектива под руководством Джеймса Кантора педофилия — это нарушение базовых инстинктов. У непедофила при восприятии детей запускается инстинкт «защиты, воспитания» (родительский), у педофилов же — половой. И хотя воспитание очень важно для формирования личности человека, реакции на биологически релевантные стимулы с ним не связаны, а жёстко детерминированы до рождения: никто не учит ребёнка запускать при восприятии детей реакцию защиты, воспитания, а не половой инстинкт. В детстве у человека при восприятии других детей такой реакции нет, в пубертате половые стероидные гормоны активизируют соответствующие нейронные структуры, сформированные до рождения и обуславливающие специфические реакции на биологически релевантные стимулы у взрослого человека. У педофилов из-за недостатка белого вещества в мозге, выявленным Кантором, коннектом изменён таким образом, что при визуальном восприятии ребёнка запускается половой инстинкт.
Существуют также другие гипотезы о том, какие мозговые механизмы поражаются при педофилии (см. раздел «нейроанатомические исследования»), но они могут быть специфичны не для педофилии, а для антисоциального поведения.

#### Педофилия как частный случай болезни зависимого поведения
Российский психиатр Александр Бухановский считает, что парафилии, и педофилия в частности, являются частным случаем нехимической болезни зависимого поведения, как патологический гэмблинг, интернет-зависимость и т. п. Механизм образования и развития любой нехимической зависимости связан с возникновением и деятельностью патологической системы, ядром которой является агрегат спонтанно активирующихся гиперреактивных нейронов — генератор патологически усиленного возбуждения (ГПУВ), его функционирование связано с гиперактивацией дофаминового синапса. Постоянные стрессорные воздействия среды или чрезмерное по интенсивности внезапное импринтинговое воздействие могут подавить механизмы тормозного контроля физиологической системы и привести к возникновению ГПУВ. Важной церебральной предиспозицией возникновения ГПУВ является минимальное органическое поражение головного мозга, которое способствует ослаблению тормозных процессов в центральной нервной системе.
Андрей Ткаченко ставит под сомнение наличие генератора патологически усиленного возбуждения в мозге парафиликов.

### Педофилия как сексуальная ориентация
Многие авторы различают три сексуальные ориентации по гендеру: бисексуальную, гетеросексуальную и гомосексуальную. Канадский сексолог Майкл Сето (англ. Michael Seto) в статье «Педофилия — сексуальная ориентация?» (2012) привёл рассуждения о возможной концептуализации педофилии как сексуальной ориентации, но не по гендеру, а по возрасту объекта. Он отметил, что у педофилии с сексуальными ориентациями по гендеру одинаковые начало проявления (пубертат) и устойчивость (и педофилия, и сексуальные ориентации по гендеру стабильны на протяжении всей жизни). Кроме того, педофилия, как и сексуальные ориентации по гендеру, является надёжным предсказателем соответствующего сексуального и романтического поведения. Канадский сексолог считает, что такая концептуализация педофилии повысит качество психиатрической помощи людям с этим сексуальным предпочтением, так как сместит акцент терапии с попыток переориентации, которые во многом не увенчались успехом, на увеличение самоконтроля с одновременной помощью пациенту в принятии его сексуальной ориентации. Похожей точки зрения придерживаются канадские психологи Вернон Льюис Куинзи (англ. Vernon Lewis Quinsey) и Хуберт Ван Гейсегхем (нидерл. Hubert Van Gijseghem), а также американский психиатр Фред Берлин.
Рей Блэнчард на основании фаллометрических исследований мужчин показал, что сексуальные ориентации (гетеросексуальные и гомосексуальные телейофилия, гебефилия и педофилия) можно наглядно представить как серию пересекающихся градиентов генерализации эротического стимула.
Доктор медицины и доктор права Ричард Грин (англ. Richard Green) утверждает, что педофилия не может считаться психическим расстройством, поскольку помимо этнографических и исторических данных в обосновании своего мнения Грин ссылается на проведённое в 1970 году Куртом Фройндом и Рональдом Костеллем (англ. Ronald Costell) фаллоплетизмографическое исследование чешских солдат с предъявлением фотографий взрослых и детей обоих полов, которое показало, что у всех 48 солдат обнаруживалась эрекция на стимулы с изображением взрослых женщин, у 46 из 48 (96 %) — на девочек подросткового возраста, у 28 из 48 (58 %) — на маленьких девочек в возрасте 4—10 лет, у 16 из 48 (33 %) на мальчиков-подростков, у 10 из 48 (21 %) — на маленьких мальчиков.

## Гомосексуальная педофилия
Гомосексуальность и педофилия и их возможная взаимосвязь являются предметом рассмотрения судебной медицины, психологии и сексологии, а также предметом общественного дискурса.
Ряд авторов научных публикаций указывают на связь между растлением в детстве и последующим гомосексуальным поведением жертв уже во взрослом возрасте: Fromuth (1986), Runtz and Briere (1986), Meiselman (1978), Herman (1981), Gundlach (1977). При этом большая часть исследований опиралась на клинические небольшие выборки, поэтому результаты стоит считать предварительными и заслуживающими дальнейшего изучения. Авторы других публикаций оспаривают такую связь.
Авторы ряда публикаций изучают возможную связь между гомосексуальным поведением и склонностью к растлению детей и отмечают, что гомосексуальные педофилы, по сравнению с гетеросексуальными, как правило, совершают бо́льшее число сексуальных действий и в отношении бо́льшего числа детей. Хотя некоторые исследователи и социально-консервативные организации, такие как Американский Колледж Педиатров и Family Research Council, утверждают, что гомосексуалы могут быть более склонны к совершению насилия над детьми, в современных обзорах литературы утверждается, что вывод о существовании связи между гомосексуальностью и педофилией не может быть сделан из существующих данных.
Несмотря на то, что в настоящее время ЛГБТ-активисты стремятся отмежеваться от педофилии, данная тематика не всегда была табуированной в ЛГБТ-движении. Этот спорный вопрос долгое время обсуждался среди ЛГБТ-активистов (в частности, в контексте законодательных ограничений в отношении возраста сексуального согласия), являясь частью наследия «гей-освободительного движения». Дебаты о педофилии занимали важное место в истории ILGA — международной организации геев и лесбиянок с самого начала её создания в 1978 году. Несмотря на часто сложные отношения педофильских и гомосексуальных групп, которые могли частично совпадать, обе эти группы иногда вместе боролись за свои права. Педофилия явно поддерживалась некоторыми представителями гей-освободительного движения. И сегодня активисты про-педофильских организаций, призывая к солидарности, продолжают использовать риторику «гей-освобождения» для отстаивания своих прав и оспаривают мнение, что секс между представителями разных поколений обязательно подразумевает сексуальное насилие. История ILGA отслеживает трансформацию отношения к педофилии внутри международного ЛГБТ-движения, перешедшего от диалога с про-педофильскими группами к явному их осуждению.
Законодательства ряда стран видят в гомосексуальности потенциальную опасность растления детей, в связи с чем устанавливают разные границы возраста сексуального согласия для однополых и разнополых отношений, а также ограничивают, в некоторых случаях, публичные мероприятия ЛГБТ или распространение соответствующей продукции (литературы, фильмов и др.), связывая их с пропагандой гомосексуализма.

## Научные исследования

### Нейроанатомические исследования
Первое нейроанатомическое МРТ-исследование было выполнено Борисом Шиффером (англ. Boris Schiffer) с соавторами в 2007 году. У педофилов было обнаружено уменьшенное количество серого вещества в орбитофронтальной коре, вентральном стриатуме и мозжечке. Так как обнаруженные нейроанатомические особенности характерны для спектра обсессивно-компульсивных расстройств, Борис Шиффер теоретизировал, что педофилию можно отнести к нему. Однако данная трактовка исследования может объяснить лишь реализацию педофильного влечения в виде компульсивных, навязчивых действий, а не само влечение к детям, которое не всегда может принимать навязчивый характер. Позже Борис Шиффер на основании настоящего и более позднего фМРТ-исследования теоретизировал, что у педофилов из-за дисфункции орбитофронтальной коры и связанных с ней нейронных сетях нарушена когнитивная стадия сексуального возбуждения, на которой происходит распознавание сексуального партнёра.
Ещё одно нейроанатомическое МРТ-исследование было опубликовано в том же году Коля Шилтцом (англ. Kolja Schiltz). Автором было обнаружено уменьшенное количество серого вещества в правой миндалине, септальной области, гипоталамусе, безымянном веществе и ядре ложа концевой полоски (bed nucleus of the stria terminalis, BST). Интересно, что уменьшенное количество серого вещества в BST характерно для МtF-транссексуализма. Шилтц предположил, что дисфункция этой структуры характерна для сексуальных аномалий в общем. Немецкий учёный также сослался на факт, что структуры мозга с обнаруженным дефицитом серого вещества важны для полового поведения и его становления. Известно, например, что при повреждении медиального ядра миндалины у самца крысы до его участия в копулятивной активности он становится не способным к ней, при повреждении же этой структуры у самца с половым опытом у него наблюдается недостаток интереса к копуляции при сохранении половой функции. Возможно, что у педофилов из-за врождённой дисфункции правой миндалины и связанных с ней структур в подростковом возрасте под действием половых стероидных гормонов не осуществляется трансформация детского сексуального интереса, из-за чего происходит сочетание взрослого сексуального драйва и инфантильного сексуального предпочтения детей. Гипотезы, что в норме этот процесс трансформации полового влечения существует, и что он нарушен у педофилов, предложил сексолог Курт Фройнд (англ. Kurt Freund) ещё в 1993 году.
В другом немецком исследовании, опубликованном в 2013 году, была предпринята попытка подтвердить результаты вышеописанных исследований. В нём группу педофилов составили 9 человек, контрольную — 11 несексуальных преступников. Авторами были выделены несколько интересующих областей для статистического анализа, в которых были найдены различия между основными и контрольными группами в исследованиях Шиффера и Шилтца. Были найдены статистически достоверные различия между группами в одной интересующей области, соответствующей правой миндалине, но при выполнении коррекции на множественное тестирование различия оказываются не достоверными. Однако тот факт, что два независимых исследования указали на возможность дисфункциональных сдвигов в правой миндалине у педофилов, добавляет веса гипотезе о вовлечённости этой структуры мозга в этиологию и патогенез педофилии. Кроме того, исследование выявило следующие корреляции для группы педофилов: отрицательную корреляцию между склонностью к рецидивизму и количеством серого вещества в Дорсолатеральной префронтальной коре и инсулярной коре (островковой доле); положительную корреляцию между возрастом жертвы и количеством серого вещества в орбитофронтальной коре и угловой извилине.
Недостатком МРТ-исследований Шиффера и Шилтца является то, что контрольную группу в них составляли здоровые законопослушные мужчины, в то время как педофилы были набраны не из числа законопослушных граждан, а из числа осуждённых за преступления сексуального характера. В связи с этим не исключена возможность, что найденные нейроанатомические особенности в этих исследованиях характерны не для педофилии, а для антисоциального, агрессивного поведения. Для исключения такой возможности Джеймс М. Кантор (англ. James M. Cantor) с соавторами провели исследование, в котором контрольную группу составляли мужчины, совершившие несексуальные преступления. Ещё одним преимуществом исследования Кантора являются большие основная и контрольная группы: 65 педофилов, совершивших преступления сексуального характера, в основной и 62 несексуальных преступника в контрольной. В исследовании Коля Шилтца в основной и контрольной группах было 15 человек, в исследовании Бориса Шиффера в основной — 19, в контрольной — 24. Результаты исследования Кантора оказались неожиданными даже для самих авторов: у педофилов выявили дефицит белого вещества в правом дугообразном пучке волокон и верхнем затылочно-лобном пучке волокон. В связи с тем, что верхний затылочно-лобный пучок волокон и правый дугообразный пучок волокон соединяют медиальную фронтальную кору, островковую долю, верхнюю и нижнюю теменные дольки, затылочную долю, нижнюю височную борозду и латеральную затылочно-височную извилину — области коры больших полушарий, активизирующихся при сексуальном возбуждении, были сформулированы следующие гипотезы: 1) эти области коры больших полушарий работают как единая нейронная сеть в распознавании сексуально релевантных стимулов, 2) педофилия вызвана частичным «разъединением» внутри этой сети. Для подтверждения этих гипотез требуются дальнейшие исследования. Сейчас Кантор готовит более детализированное исследование белого вещества головного мозга педофилов с помощью диффузно-тензорной томографии. Интересно, что гипотеза Джеймса Кантора сочетается с гипотезой Бориса Шиффера о нарушении когнитивной стадии сексуального возбуждения, однако пока нет консенсуса о специфике этого нарушения. В то же время Джеймс Кантор с Реем Блэнчардом относятся скептически к гипотезе о связи педофилии с дисфункциональными сдвигами в правой миндалине.

### Нейрофизиологические исследования

#### фМРТ-исследования
Функциональная магнитно-резонансная томография (фМРТ) предназначена для исследования функционирования мозга путём измерения изменений в токе крови, зависящем от нейронной активности: больший ток крови в определённой части мозга сигнализирует о большей нейронной активности в ней. При исследовании педофилии используется для определения структур мозга, активизирующихся при сексуальном возбуждении на визуальные стимулы. В целом фМРТ-исследования показали, что при сексуальном возбуждении у педофилов активизируются те же структуры мозга, что и у здоровых мужчин, но не на изображения взрослых, а на стимулы с изображением детей, но определённые особенности в нейронной активности были выявлены. Например, Борис Шиффер показал, что у гетеросексуальных педофилов, в отличие от здоровых лиц, при сексуальном возбуждении не наблюдается активность в орбитофронтальной коре, но была зафиксирована аномальная активация в дорсолатеральной префронтальной коре. Эти данные сочетаются с нейроанатомическим МРТ-исследованием этого же автора, обнаружившем уменьшение серого вещества в орбитофронтальной коре. Борис Шиффер на основании своих исследований предположил, что у педофилов нарушена когнитивная стадия сексуального возбуждения (на этой стадии происходит распознавание потенциального сексуального партнёра), за которую ответственны префронтальные нейронные сети. Ещё одно исследование гомосексуальных педофилов этим же автором показало, что у них по сравнению с гомосексуальными телейофилами наблюдается гиперактивация подкорковых структур мозга при сексуальном возбуждении. Другими авторами была обнаружена аномальная активность у педофилов в поясной извилине и островковой доле.

#### ЭЭГ-исследования
Пьер Флор-Генри (англ. Pierre Flor-Henry) с соавторами обнаружили у педофилов ЭЭГ-изменения, связанные с левополушарной дисфункцией, со снижением активации в лобно-височных регионах. Флор-Генри предположил, что у педофилов вследствие левополушарной дисфункции нарушено формирование «нормальных» вербально-идеаторных схем сексуальной активности. Аналогичные результаты ЭЭГ исследования были получены А. А. Ткаченко с соавторами[страница не указана 3085 дней].

### Нейропсихологические исследования
Когда средства нейровизуализации не обладали высокой разрешающей способностью, нейропсихологические тесты были основным средством определения нарушений функционирования различных мозговых областей. Это связано с тем, что особенности дисфункций, выявленные с помощью этих тестов, как правило, связаны с дисфункцией определённых частей мозга. Например, если человек плохо справляется с нейропсихологическим тестом на исполнительные функции, то можно судить о дисфункции лобной доли мозга. Хотя в наше время современные средства нейровизуализации позволяют непосредственно исследовать функционирование мозга, нейропсихологические тесты не утратили свою актуальность. При исследовании нейропсихологических особенностей педофилов использовались различные батареи нейропсихологических тестов, в том числе стандартная батарея Лурия (в англоязычной литературе — англ. Luria-Nebraska neuropsychological battery) и батарея Халстеда-Реитана, включающие тесты на память, внимание, речь, моторные, сенсорные, исполнительные функции[страница не указана 3085 дней]. Рей Блэнчард с соавторами в обзоре результатов батарей нейропсихологических тестов педофилов отметили, что в целом они не выявили профиль когнитивных особенностей, который был бы специфичен для педофилов, речь лишь идёт об умеренном общем нейропсихологическом дефиците (то есть они справляются хуже со всеми нейропсихологическими тестами). Наличие нейропсихологического дефицита у педофилов подтверждает метаанализ результатов тестов IQ лиц, совершивших преступления сексуального характера, показавший, что существует корреляция между возрастом жертвы сексуального насильника и его IQ. Коэффициент интеллекта лиц, совершивших преступление сексуального характера в отношении детей, значительно меньше, чем у лиц, совершивших подобные преступления в отношении взрослых. Современные исследования интеллекта педофилов, пространственной и вербальной памяти также свидетельствуют об общем нейропсихологическом дефиците: по всем соответствующим тестам они набирали меньшие баллы, чем лица, не страдающие педофилией. Однако предпринимаются попытки выявить специфический профиль когнитивных нарушений у педофилов. Например, Борис Шиффер попытался в исследовании, опубликованном в 2011 году, выявить у них профиль нарушений исполнительных функций. Исследование выявило, что у педофилов исполнительные функции более сохранны, чем у сексуальных преступников, не страдающих педофилией: у первых было выявлено нарушение только в операции подавления нежелательного ответа (англ. response inhibition), в то время как у вторых были обнаружены более серьёзные нарушения исполнительных функций, особенно серьёзно у них оказались нарушенными когнитивная гибкость и вербальная память. Эти данные свидетельствуют о наличии у педофилов дисфункции орбитофронтальной коры, так как она ответственна за подавление нежелательного ответа, однако эта же дисфункция есть и у сексуальных преступников, не страдающих педофилией. Необходимы дальнейшие исследования для выяснения нейропсихологических особенностей педофилов.

### Психологические исследования
Существует множество исследований, описывающих особенности личности и прочие характеристики лиц, совершивших насильственные действия сексуального характера в отношении детей, на основе данных, полученных на материале заключённых, получивших наказание за такие преступления. К результатам этих исследований, полученных на материале заключённых, следует относиться с осторожностью, так как они проведены на весьма специфическом контингенте, далеко не вполне репрезентативном по отношению к педофилам в целом, а также по причинам отсутствия сравнения с дополнительной контрольной группой заключённых, совершивших другие типы правонарушений.
Во множестве исследований, проведённых на материале осуждённых, получены крайне противоречивые результаты о личностных особенностях таких преступников. Хотя в некоторых случаях удавалось обнаружить некоторые особенности, отличавшие их от основной совокупности мужчин, эти же различия демонстрировали и преступники, совершившие другие типы правонарушений. Диапазон личностных особенностей таких преступников крайне велик и говорить о каком-то общем портрете довольно затруднительно. Однако в работе коллектива израильских исследователей, в которой на основе сравнения 20 педофилов, совершивших преступления и проходящих лечение в клинике для совершивших сексуальные преступления, с 24 здоровыми мужчинами, были подтверждены ранее полученные данные о наличии у педофилов, совершивших преступления, расстройства межличностного общения, в основном — пониженной уверенности в себе в сочетании с чертами пассивно-агрессивного расстройства личности, а также нарушения Я-концепции.
В исследовании А. Ю. Дышлевого на материале 35 преступников, совершивших сексуальное насилие над детьми (лиц с психическими аномалиями, проходивших освидетельствование в психиатрической больнице), показано, что

педофилия обычно наблюдается у лиц с психастеническим, истероидным, астеническим типами расстройств личности, с акцентуациями характера тех же типов и синдромом зависимости от алкоголя. Причинами этих девиаций могут быть психосексуальный инфантилизм, сексуальные фрустрации, снижение сексуальной функции, сексуальные фобии.

На том же материале им был проведён системно-структурный анализ сексуального поведения мужчин с психическими аномалиями, который позволил утверждать, что психологические и социально-психологические его компоненты нарушены вследствие наличия у мужчин черт характера, вызывающих негативное отношение у женщин, и несоответствия ролевых позиций.
Ткаченко с соавторами обнаружили бессознательные расстройства гендерной идентичности и нарушения полоролевого поведения у парафиликов (среди них большинство педофилы) на основании разработанной в лаборатории судебной сексологии ГНЦССП им. В. П. Сербского шкалы типирования нарушений половой идентичности. Однако надо иметь в виду, что выявленные расстройства гендерной идентичности не соответствуют диагнозам расстройств гендерной идентичности в МКБ-10 и DSM-IV-TR[страница не указана 3085 дней].

### Нейрохимические и гормональные исследования
Ткаченко с соавторами провели исследования моноаминового метаболизма у парафиликов. При компульсивных формах парафилий было выявлено повышенное содержание свободных и конъюгированных форм норадреналина, адреналина, дофамина и диоксифенилуксусной кислоты (метаболит дофамина) в плазме крови и суточной моче, а также повышенная скорость захвата меченого серотонина тромбоцитами[страница не указана 3085 дней].
Голландские учёные обнаружили у педофилов пониженный уровень кортизола и пролактина в плазме крови, также у них было зафиксировано большее повышение уровня кортизола после введения мета-хлорфенилпиперазина, чем в группе контроля. В связи с этим голландские учёные предположили, что у педофилов есть нарушения серотонинергической системы. В другом исследовании этих же авторов у педофилов было выявлено большее повышение концентрации в плазме крови адреналина после введения мета-хлорфенилпиперазина по сравнению с группой контроля.
Фред Берлин с соавторами не обнаружили никакой разницы в уровне тестостерона, фолликулостимулирующего и лютеинизирующего гормонов между педофилами, другими парафиликами и здоровыми лицами, однако была обнаружена разница в реакции у педофилов на инфузию синтетического аналога гонадотропин-рилизинг-гормона: уровень лютеинизирующего гормона повысился у них значительно выше, чем в группах контроля. Авторы исследования предположили наличие дисфункции у педофилов в гипоталамо-гипофизарно-гонадной системе.
Недавнее исследование канадских учёных выявило интересный факт: вероятность рецидива у педофилов положительно коррелирует с уровнем лютеинизирующего и фолликулостимулирующего гормонов, а не тестостерона.

### Генетические исследования
Существуют только два генетических исследования педофилии. Первое было проведено в 1984 году Фредом Берлином с соавторами. На его основании была подтверждена возможность генетического наследования педофилии, так как педофилия встречалась гораздо чаще у родственников педофилов, чем у родственников людей, не страдающих педофилией. Второе исследование, опубликованное в 2013 году финскими учёными, обнаружило, что конкордантность педофилии среди монозиготных близнецов выше, чем среди дизиготных.

## Лечение педофилии
Вопрос о возможности изменения сексуального интереса педофилов с научной точки зрения открыт, несмотря на то, что многие учёные относятся скептически к гипотезе о лабильности педофилии. Так, есть несколько научных статей, в которых сообщается, что сексуальный интерес к детям у лиц, страдающих педофилией, значительно уменьшился, а к взрослым — значительно увеличился, что было продемонстрировано при помощи плетизмографии полового члена. Однако эти работы имеют большое количество методологических недостатков и не могут служить убедительным доказательством того, что педофилия лечится. Необходимы рандомизированные клинические испытания для более убедительной демонстрации возможности лечения педофилии.
Метаанализ 2020 года всех англоязычных публикаций лечения педофилии, большинство из которых не являются рандомизированными клиническими испытаниями, и в которых сообщается об измерении сексуального интереса пациентов, совершивших сексуальные преступления, до и после лечения, показал, что в краткосрочной перспективе для уменьшения сексуального возбуждения от детей эффективны поведенческая терапия и медикаментозное лечение. Также в нём сообщается, что десенсибилизация и переработка движением глаз может уменьшить педофильное влечение, а когнитивно-поведенческая терапия не уменьшает сексуальное возбуждение от детей. Кроме того, ни одна из форм терапии неэффективна для увеличения сексуального возбуждения от взрослых. Также согласно данному метаанализу неизвестны долгосрочные эффекты всех форм терапии, в том числе на вероятность рецидива сексуального преступления.
На сегодняшний день одни программы лечения педофилии в связи с научным скепсисом относительно возможности изменения сексуального интереса к детям не ставят соответствующую цель лечения, а увеличение самоконтроля у пациентов для минимизации вероятности совершения ими сексуальных правонарушений и уменьшение их дистресса; другие же пытаются изменить сексуальный интерес педофилов. Примером первой является известная немецкая программа «Dunkelfeld», курируемая немецким Институтом сексологии и сексуальной медицины «Шарите» (Берлин), второй подход реализуется в канадской Клинике сексуального поведения Королевского центра психического здоровья в Оттаве, директором которой является Джон Пол Федорофф (англ. John Paul Fedoroff). Однако даже учёные, являющиеся сторонниками гипотезы о лабильности педофилии, в связи с недостатком непротиворечивых научных данных и влиянием информации о возможности (невозможности) лечения педофилии на мотивацию пациентов, советуют клиницистам не делать абсолютные прогнозы относительно перспектив изменения сексуальных предпочтений, так как они могут навредить некоторым пациентам[страница не указана 3086 дней].

### Поведенческая терапия
Цель поведенческой терапии — уменьшить сексуальное возбуждение от допубертатных и раннепубертатных детей и увеличить от взрослых людей. Начала широко применяться в семидесятых годах двадцатого века в западных странах. Было разработано множество форм этой терапии, но их всех объединяет предположение о том, что любой сексуальный интерес возникает в результате условно-рефлекторного и оперантного научения, следовательно, его возможно переобусловить. Однако эмпирические данные, доказывающие верность этой гипотезы, противоречивы. Эффективность поведенческой терапии с научной точки зрения также убедительно не доказана: несмотря на то, что в некоторых исследованиях показано изменение у педофилов паттерна сексуального возбуждения, неизвестно, насколько устойчиво изменение, и насколько оно отражает изменение сексуальных предпочтений. При оценке эффективности поведенческой терапии используется плетизмография полового члена, которая является на сегодняшний день одним из самых надёжных методов оценки сексуальных предпочтений, однако даже он имеет много недостатков. Поведенческая терапия у некоторых пациентов (особенно несовершеннолетних) может вызывать побочные эффекты в виде депрессии, тревожного расстройства, поэтому она рекомендуется только для мотивированных пациентов и категорически не рекомендуется для несовершеннолетних.
Марни Элизабет Райс (англ. Marnie Elizabeth Rice), Вернон Льюис Куинзи (англ. Vernon Lewis Quinsey) и Грант Томас Харрис (англ. Grant Thomas Harris) провели в 1991 году анализ эффективности лечения педофилов с помощью поведенческой терапии (применялась главным образом аверсивная терапии в сочетании с биологической обратной связью). Авторы исследования заключили, что поведенческая терапия не оказывает эффект на рецидивизм, несмотря на то, что у многих пролеченных лиц наблюдалась положительная динамика: сексуальное возбуждение от взрослых женщин увеличилось, от детей — уменьшилось. Майкл Чиконг Сето (англ. Michael Chikong Seto) на основании результата этого исследования заключил, что всякое изменение в сексуальном паттерне педофилов неустойчиво и не выходит за пределы лаборатории. Вернон Куинзи в своей поздней статье признал, что оптимистические взгляды на возможность изменения сексуального интереса педофилов, которые он разделял в семидесятые и восьмидесятые годы со своими коллегами, не оправдались. Он отметил, что, по его мнению, поведенческая терапия способна лишь временно повлиять на уровень сексуального возбуждения путём усиления волевого контроля над эрекцией у пациентов, а не изменить сексуальное предпочтение. По мнению же других учёных и клиницистов, в частности Уильяма Л. Маршалла (англ. William L. «Bill» Marshall) и Лиама Э. Маршалла (англ. Liam E. Marshall), поведенческая терапия эффективна.

#### Оргазмическая переориентация
Целью этого вида поведенческой терапии является увеличение сексуального возбуждения от взрослых людей. Пациента просят мастурбировать на свои сексуальные фантазии, связанные с участием детей, затем, когда оргазм неминуем, он должен переключиться на образы взрослых женщин. Теоретики этого метода считают, что оргазм является сильным положительным подкреплением предшествующих ему фантазий.

#### Перенасыщение мастурбацией
Эта терапия состоит из двух этапов. На первом этапе пациент должен мастурбировать на гетеросексуальные порнографические материалы. После оргазма он должен продолжить мастурбацию, но на педофильные стимулы. Мастурбация в рефракторный период обычно болезненна, таким образом, педофильные стимулы будут ассоциированы с болезненной мастурбацией, а гетеросексуальные — с оргазмом. В связи с этим ожидается, что сексуальное возбуждение от взрослых женщин будет увеличиваться, а от детей — уменьшаться.

#### Аверсивная терапия
Целью этой терапии является уменьшение сексуального возбуждения от допубертатных и раннепубертатных детей путём неоднократного сочетания их образов с аверсивным безусловным раздражителем. Например, во время сексуального возбуждения от детей пациента могут ударять током или же применять другие аверсивные стимулы (в том числе с использованием токсичных веществ, вызывающих рвотный рефлекс). Теоретически, от ассоциации образов детей с аверсивным безусловным раздражителем сексуальное возбуждение от них должно уменьшаться. Также может предприниматься попытка связывания сексуальных чувств к детям с негативными последствиями: стыд, унижение и т. п.

### Когнитивно-поведенческая терапия
Когнитивно-поведенческая терапия нацелена на изменение антисоциальных установок, убеждений, увеличение эмпатии к жертвам, ликвидацию когнитивных искажений (примером когнитивных искажений является убеждение некоторых лиц, страдающих педофилией, что некоторые дети сами хотят участвовать в сексуальной активности), которые поддерживают педофильное поведение, также может включать в себя модуль поведенческой терапии, описанный выше. Конкретное содержание этой терапии может широко варьироваться в зависимости от того, что является наиболее критическим элементом в поддержании педофильного поведения у конкретного пациента, по мнению клинициста.
Критики этой терапии считают, что она покушается на право пациента свободно мыслить.
Майкл Сето отмечает, что научно не была доказана её эффективность. Исследование 2005 года, оценивающее калифорнийскую программу лечения педофилов и садистов, показало, что когнитивно-поведенческая терапия не влияет на процент рецидива. Но надо иметь в виду, что основные пациенты, прошедшие через эту программу, — лица, совершившие преступления.
Эффективность лечения педофилов, не совершавших преступления, неизвестна. Но первые данные, опубликованные немецким Институтом сексологии и сексуальной медицины «Шарите», о результатах программы «Dunkelfeld» обнадёживающие. Эта программа была запущена в 2005 году и сопровождалась широкой рекламой в немецких средствах массовой информации, призывающей людей, страдающих педофилией и ещё не совершивших преступление, получить помощь бесплатно. То есть она нацелена не на лечение педофилов, уже осуждённых за преступление, а на тех, кто ещё ничего не сделал противозаконного, но может совершить это в будущем. В рамках этой программы педофилов учат увеличить самоконтроль над своими сексуальными побуждениями, а также принять свою сексуальность, помогая осознать, что ни один человек не ответственен за свои сексуальные чувства, но каждый ответственен за своё поведение.

### Медикаментозное лечение
Медикаментозное лечение не меняет сексуальный интерес пациента, а лишь уменьшает его сексуальное желание в целом. Для этих целей применяются два класса препаратов: селективные ингибиторы обратного захвата серотонина (СИОЗС) и антиандрогены. В чистом виде медикаментозное лечение применяется редко, часто служит дополнением когнитивно-поведенческой терапии.

#### Селективные ингибиторы обратного захвата серотонина
СИОЗС повышают уровень серотонина в мозге, что уменьшает потребность в сексуальной активности. В канадском исследовании 1996 года, оценивающем эффективность различных СИОЗС при лечении 58 пациентов с парафилиями (из них 74 % с педофилией), было показано, что эти препараты значительно уменьшают интенсивность парафильных побуждений. Достоверных различий в клинических эффектах между флувоксамином, флуоксетином и сертралином исследование не обнаружило.

#### Антиандрогены

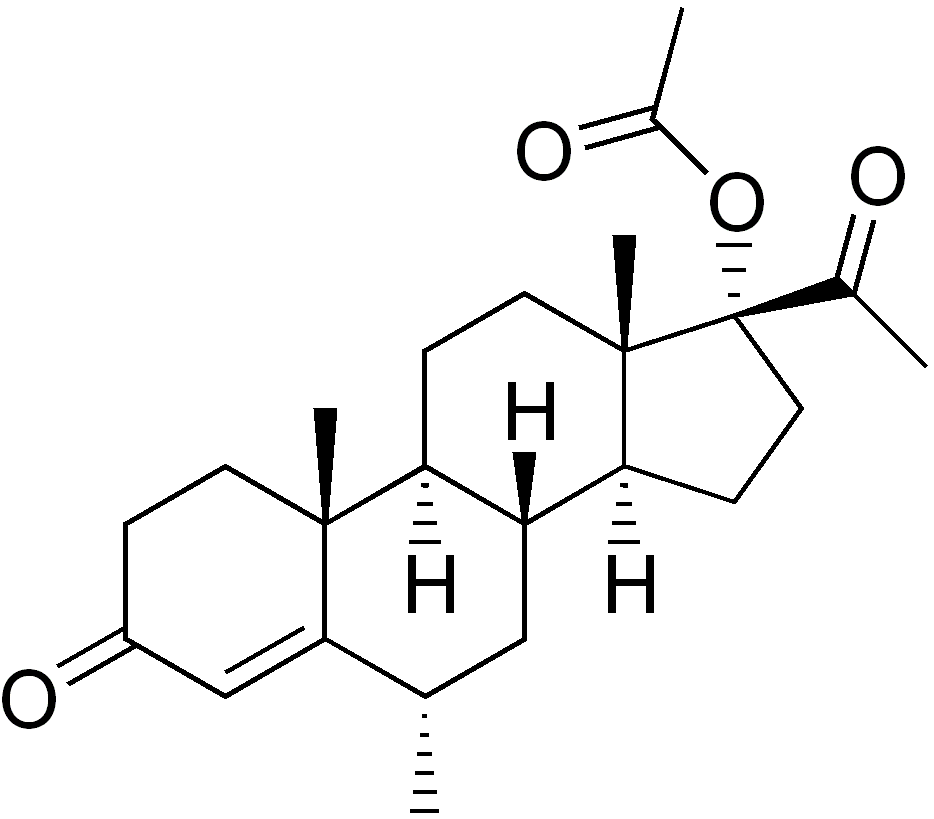
Медроксипрогестерона ацетат

Ципротерона ацетат

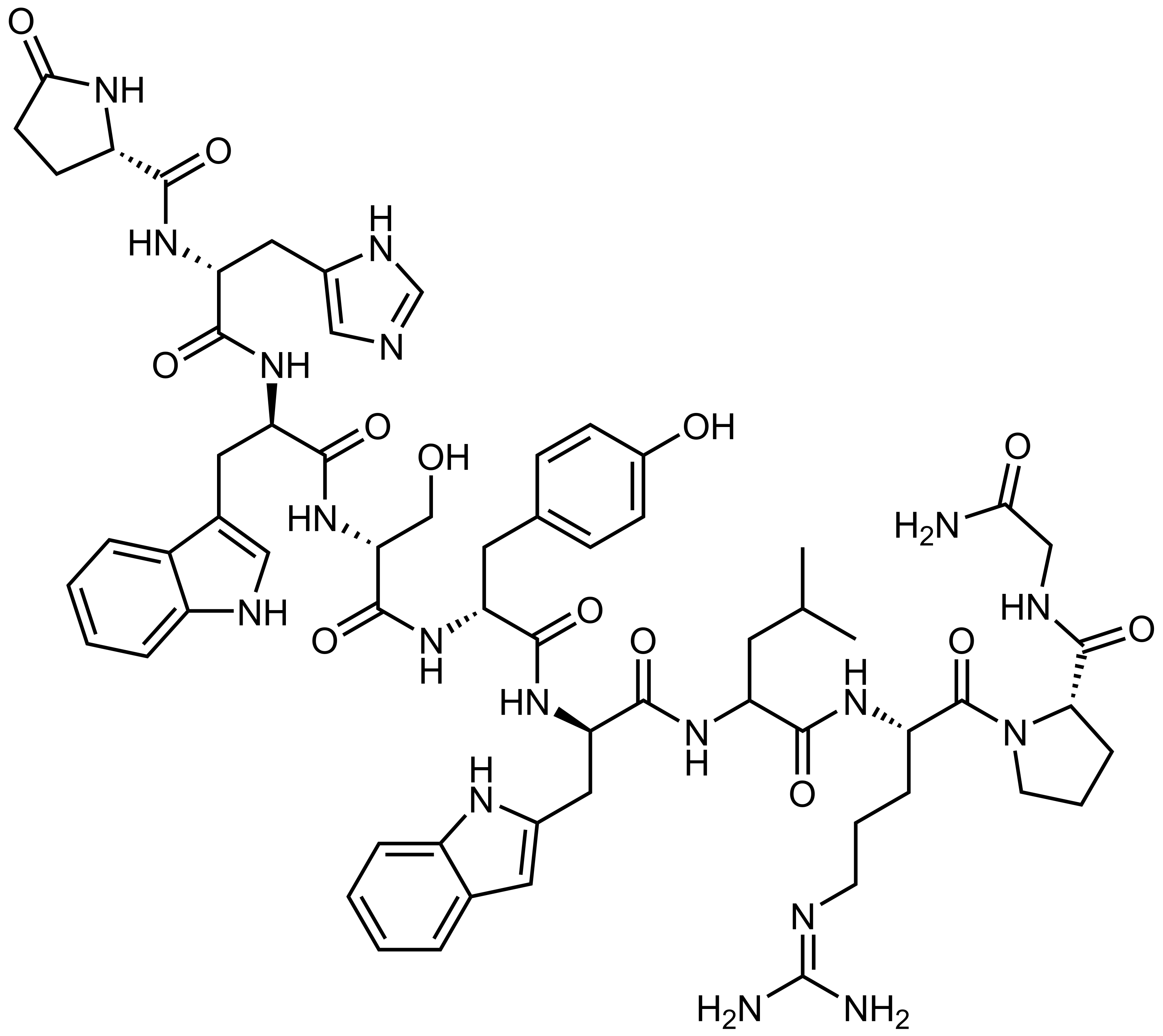
Трипторелин — один из синтетических аналогов гонадотропин-рилизинг-гормона

Антиандрогены — это лекарственные вещества, способные подавлять активность естественных андрогенов. Позволяют довольно быстро получить выраженный клинический эффект, проявляющийся в снижении либидо, потере общей активности, а в ряде случаев — утрате сексуальной мотивации.

##### Медроксипрогестерона ацетат
Антиандрогенный эффект медроксипрогестерон-ацетатом осуществляется за счёт повышения активности печёночной альфа-редуктазы тестостерона, которая усиливает метаболический клиренс тестостерона и, следовательно, снижает его концентрацию в циркулирующей крови[страница не указана 3088 дней].
Для лечения педофилии медроксипрогестерон-ацетат был впервые применён Джоном Мани в 1966 году.

##### Ципротерона ацетат
Ципротерона ацетат впервые синтезирован в Западной Германии в 1961 году. Обладая антиандрогенным и прогестогенным действием, он снижает концентрацию тестостерона, лютеинизирующего и фолликулостимулирующего гормонов, но повышает концентрацию пролактина в сыворотке крови. Он действует, блокируя главным образом тестостероновые рецепторы. В основном его используют как средство, снижающее половое влечение, а в больших дозах — для лечения карциномы предстательной железы.

##### Синтетические аналоги гонадотропин-рилизинг-гормона
Синтетические аналоги гонадотропин-рилизинг-гормона, вызывая постоянную стимуляцию гипофиза, подавляют выработку фолликулостимулирующего и лютеинизирующего гормонов, вследствие чего происходит снижение секреции тестостерона.

### Группы самоподдержки
Участие в группах самоподдержки может уменьшить дистресс человека c педофильными чувствами. Организованы в Нидерландах, Германии, Канаде.
Существуют также online группы самоподдержки для педофилов, которые борются со своим влечением. Примером является группа Virtuous Pedophiles. Джеймс Кантор (англ. James M. Cantor) считает, что подобные группы самоподдержки помогают предотвратить сексуальное насилие над детьми.

### Особенности и эффективность лечения педофилии у несовершеннолетних лиц
Эффективность лечения педофилов, совершивших преступления, разнится в зависимости от возраста лица. Согласно информации, опубликованной Ассоциацией Нью-Джерси по лечению лиц, совершивших сексуальное злоупотребление (англ. New Jersey Association for the Treatment of Sexual Abusers) (США), частота случаев рецидива у несовершеннолетних, совершивших сексуальное злоупотребление детьми, оценивается в диапазоне от 1,7 до 19,6 %. Так исследователи указывают на снижение уровня рецидива в совершении преступлений сексуального характера в отношении детей на 72 % у несовершеннолетних, уличённых в преступлениях сексуального характера и прошедших исправительное лечение. В то же время множество факторов, таких как антисоциальные установки, склонность к девиантному сексуальному поведению, интеллектуальные и физические отклонения, злоупотребление субстанциями[какими?], личная история пережитого сексуального злоупотребления, отрицательный исход лечения, оказывают влияние на успешность исправительного лечения в отношении несовершеннолетних преступников-педофилов.

### Хирургическое лечение
Орхиэктомия является одной из первых форм лечения парафилий, в том числе и педофилии. По данным разных исследований, она снижает вероятность рецидива сексуального правонарушения до 2—5 %. Также называются экономические преимущества этой процедуры: она дешевле «химической кастрации». В связи с этим штат Техас дал мандат на использование исключительно хирургической кастрации, в отличие от других штатов, где разрешены как хирургическая кастрация, так и лечение антиандрогенами. Однако далеко не всегда эта операция способствует социальной реинтеграции лиц с педофилией. Так, есть данные о совершении серьёзных преступлений лицами, перенёсшими эту операцию, включая убийство. Кроме того, она связана с существенными побочными эффектами, такими как остеопороз, сексуальные дисфункции, необратимая потеря фертильности. Также есть этические возражения против такой формы лечения педофилии. Европейский Комитет по предупреждению пыток и бесчеловечного или унижающего достоинство обращения или наказания рассматривает хирургическую кастрацию как унижающее достоинство обращение («degrading treatment»), в целом хирургическая кастрация противоречит 3, 8 и 12 статьям европейской конвенции по правам человека[страница не указана 2552 дня]. Бельгийский консультативный комитет по биоэтике сообщил, что хирургическая кастрация больше не является допустимым вариантом лечения сексуальных правонарушителей, поскольку есть альтернативные варианты лечения.
Другой вариант хирургического лечения педофилии связан со стереотаксической операцией по разрушению вентромедиального ядра гипоталамуса. Сторонники этой операции рассматривали сексуальные девиации как следствие нарушения функционирования сексуальных центров гипоталамуса. В ФРГ в период с 1962 по 1979 год было прооперировано 75 человек с сексуальными девиациями, в том числе гомосексуалы и одна женщина. Однако подобные операции были прекращены в связи с их опасностью, неясной эффективностью, сомнительным научным обоснованием и этическими возражениями.
В России хирургическое лечение психически больных запрещено в силу части 5 статьи 11 Закона Российской Федерации от 2 июля 1992 года № 3185-I «О психиатрической помощи и гарантиях прав граждан при её оказании».

## Педофилия как психическое отклонение и преступления сексуального характера в отношении несовершеннолетних
Явление сексуального насилия в отношении детей очень распространено. Так, метаанализ, опубликованный в 2009 году, определил, что в соответствии с международными стандартами с сексуальными злоупотреблениями со стороны взрослых сталкивается 7,9 % лиц мужского пола и 19,7 % лиц женского пола в возрасте до 18 лет.
Дж. Абель и Н. Харлоу утверждают, что 68 % детей, ставших жертвой сексуального растления, подвергаются сексуальному злоупотреблению в собственной семье. При этом большое число растлителей (40 %) злоупотребляет детьми из семей своего социального круга. Таким образом, растлителями часто выступают взрослые друзья семьи, приятели сестёр и братьев и т. д.
Значительная часть жертв сексуального насилия — девочки (70—85 %). Мальчики реже являются жертвой сексуального насилия (15—30 % по данным или 9—40 % по данным). При этом нужно подходить с осторожностью к оценке сексуальной ориентации сексуального правонарушителя: не всегда пол ребёнка соответствует сексуальным предпочтениям преступника.
Следует отличать педофилию от преступлений сексуального характера в отношении детей. Однако по данным эмпирических исследований, а также по интегративным теориям сексуального правонарушения педофилия может являться одним из факторов риска таких преступлений. Например, одна из самых первых интегративных моделей сексуального злоупотребления, предложенная Дэвидом Финкелхором (англ. David Finkelhor) в 1984 году, объясняет совершение сексуальных преступлений против детей четырьмя основополагающими условиями: 1) наличием мотивации на контакт с ребёнком, 2) расторможенностью (отсутствием внутренних тормозящих факторов для совершения злоупотребления), 3) преодолением внешних препятствий для преступления, 4) преодолением сопротивления ребёнка. При этом мотивация на контакт с ребёнком может опосредоваться эмоциональной конгруэнцией с ним, девиантным сексуальным интересом (педофилией) и неспособностью удовлетворять эмоциональные и сексуальные потребности в нормативных отношениях.
Есть также типологии растлителей детей, по которым люди с устойчивым сексуальным интересом к детям (педофилы) представляют собой особый вид правонарушителей. Например, по типологии Мюррея Коэна (англ. Murray Cohen) 1968 года растлители детей делятся на три типа: 1) фиксированные, с устойчивым сексуальным интересом к детям, 2) регрессивные, которые совершают преступления в состоянии регрессии, 3) социопаты. У регрессивных растлителей сформирована зрелая сексуальность, и они имеют обычную половую жизнь, при этом дети выступают лишь заместительным объектом на определённых этапах их жизни. Для социопатов насилие над детьми не вызвано сексуальным влечением, а является проявлением их садистских наклонностей. При этом считалось, что наиболее многочисленной группой являются регрессивные правонарушители, совершающие до 90 % преступлений. Однако один фиксированный преступник совершает больше растлений, чем регрессивный, и у него выше вероятность рецидива сексуального правонарушения. Вернон Куинзи классифицировал сексуальных правонарушителей как фиксированных, если по данным фаллометрии они больше сексуально реагируют на детей, чем на взрослых, и регрессивными, если у них нормативный паттерн сексуального возбуждения. Дальнейшие работы показали, что фиксированные и регрессивные типы правонарушителей не являются взаимоисключающими категориями, а, скорее, полюсами одного континуума сексуальных правонарушителей, так как лишь малое число преступников можно однозначно отнести к одному типу.
К типологическим моделям можно отнести и разделение преступников со стойким влечением к детям по полу объекта. В DSM-IV отмечалось, что гомосексуальные педофилы совершают больше сексуальных правонарушений, и что у них повышенный риск рецидива, что подтвердили некоторые исследования, например исследование Абеля. Однако другие исследования это не подтвердили. Российские учёные отмечают, что нет достаточно исследований, достоверно подтверждающих разницу между преступниками, совершающими сексуальные действия с детьми определённого пола.
По данным эмпирических исследований уровень сексуального возбуждения от детей умеренно коррелирует с вероятностью рецидива (r=0.32), однако, по другим исследованиям эта корреляция слабая или отсутствует вообще. Также на основании наличия или отсутствия диагноза «педофилия» по DSM или МКБ у преступника невозможно оценить вероятность совершения им сексуального правонарушения в будущем[страница не указана 2552 дня]. В связи с этим были разработаны шкалы оценки вероятности рецидива у сексуальных правонарушителей, которые оценивают человека по разнообразным параметрам, а не только по наличию педофилии или другой парафилии. Среди этих шкал можно назвать RRASOR (англ. Rapid Risk Assessment for Sexual Offence Recidivism), SACJ-min (Structured Anchored Clinical Judgment Scale-Minimum), Static-99. К факторам риска рецидива они относят наличие жертв мужского пола, отсутствие родственных связей с жертвой, совершение более 3 сексуальных правонарушений, возраст до 25 лет, отсутствие брака, совершение неконтактных сексуальных правонарушений (эксгибиционизм, вуайеризм).
До недавнего времени было неизвестно об отличиях законопослушных педофилов от педофилов-правонарушителей. Немецкое исследование 2018 года выявило, что обе педофильные группы и сексуальные правонарушители без парафилий характеризуются наличием коморбидных психических расстройств и сексуальных дисфункций, а также пережитыми неблагоприятными событиями детства. Однако группа законопослушных педофилов отличается от педофилов-правонарушителей более молодым возрастом, высоким интеллектом, образованностью, меньшим уровнем пережитого сексуального злоупотребления в детстве. При этом обе педофильные группы выделяются сексуальными особенностями: ранним началом мастурбации, гиперсексуальностью и другими парафилиями.

## Последствия сексуальных контактов со взрослыми для ребёнка
Согласно основной среди современных экспертов точке зрения, любые сексуальные действия с ребёнком являются сексуальным насилием. Так, по определению ВОЗ, «Физическое насилие над ребёнком определяется как действия со стороны воспитателя, которые фактически причиняют физический вред или могут его причинить. Сексуальное насилие имеет место, когда воспитатель использует ребёнка для получения сексуального удовлетворения.». Большинство авторитетных определений сексуального насилия над детьми включают в это понятие широкий спектр действий, многие из которых не связаны с применением физического насилия — в частности, предложение и попытки склонить ребёнка к сексуальному контакту, непристойное обнажение при ребёнке с целью получить сексуальное удовлетворение, сексуальные прикосновения, демонстрация ребёнку порнографических материалов.
По данным исследований, сексуальное насилие в детстве приводит к различным физическим и психологическим последствиям. Физическими последствиями сексуального насилия над ребёнком могут быть различные травмы, повреждения внутренних органов, в том числе приводящие к летальному исходу, а также инфекции и заболевания, передающиеся половым путём.
Психологическими признаками и последствиями сексуального насилия в детстве являются, в частности, депрессия, тревожность, расстройства пищевого поведения, низкая самооценка, психосоматические заболевания, нарушения сна, диссоциативные и тревожные расстройства, в том числе посттравматическое стрессовое расстройство. По оценкам исследователей, те или иные психологические симптомы проявляются у 51—79 % переживших сексуальное насилие в детстве.
Оценка последствий сексуального насилия над детьми осложняется рядом факторов — в частности, ревиктимизацией: как показывают многие исследования, опыт пережитого насилия делает детей более уязвимыми для новых эпизодов насилия.
На необходимость пересмотра юридической оценки таких случаев указывают П. И. Сидоров, А. Г. Соловьёв и Г. Б. Дерягин:

Реакция зависит прежде всего от возрастной разницы между ребёнком и взрослым, от общего характера взаимоотношений между ними и от конкретной ситуации контакта. Грубое насилие и причинение боли вызывают у ребёнка страх и отвращение, тогда как эротическая игра, мастурбация, ласковые прикосновения к половым органам часто воспринимаются положительно. Причём если сексуальный контакт с родителями и другими взрослыми воспринимается как грубое нарушение правил, то секс со старшими братьями и сёстрами или с товарищами, даже с применением принуждения, часто кажется подросткам нормальной игровой активностью и не вызывает болезненных переживаний. Это особенно характерно для мальчиков, которые гораздо чаще девочек оценивают любой сексуальный опыт положительно или нейтрально; это распространяется и на сексуальные контакты со взрослыми без применения насилия; однако гомосексуальные контакты вызывают у мальчиков больше тревог и отрицательных эмоций, чем контакты со взрослыми женщинами.

Когнитивный психолог Сьюзен А. Клэнси пишет, что ряд исследователей ставит под сомнение, что добровольные сексуальные контакты со взрослым наносят ребёнку травму, а многие психологи заявляли, что виктимизация происходит не в результате такого контакта, а является следствием процедуры расследования и суда, во время которых ребёнка убеждают, что с ним произошло что-то ужасное[страница не указана 3057 дней]. Психолог Брюс Ринд в проведённом метаисследовании не установил какого-либо ущерба детям от добровольных сексуальных контактов со взрослыми, по крайней мере, для мальчиков. В то же время в научной среде существует критика подхода Б. Райнда.

## Юридические аспекты
В большинстве развитых стран отношение общества к педофилии враждебное, что находит выражение в создании соответствующего законодательства. Так, например, в Великобритании педофилам даже запрещено селиться рядом с детскими образовательными учреждениями.
Формально в некоторых арабских странах возраст сексуального согласия не установлен, как например в Саудовской Аравии или Катаре, или ниже 12 лет, как например в Йемене (детский брак). В Иране официально разрешено вступать в брак женщинам с 13 лет, однако есть сообщения о выдаче девочек замуж раньше этого возраста.

### Правозащитная деятельность в защиту педофилии
Деятельность по изучению и защите прав педофилов стала активно развиваться в 1970-х годах. Тогда в Голландии были опубликованы результаты исследований, основывавшиеся на опросах педофилов, а также взрослых и молодых людей, имевших опыт сексуального взаимодействия в детском возрасте. Позже центр этой деятельности переместился в США и Великобританию, где были созданы официальные организации («Обмен информацией по педофилии» (PIE) в Лондоне и «Североамериканская ассоциация бойлаверов» (NAMBLA) в Бостоне). В настоящее время в США и Западной Европе работают организации, ставящие перед собой различные цели — от изменения законодательства и отмены преследования сексуальных отношений с возрастными ограничениями до просто поддержки и предоставления информации для тех, кто осознал в себе влечение к малолетним. Деятельность этих организаций зачастую встречает ожесточённое сопротивление общественных групп и отдельных людей.
С конца 1950-х до начала 1990-х несколько организаций педофилов выступали за реформы в области законодательства о возрасте согласия с целью его снижения или же отмены законов о возрасте согласия, принятия педофилии как сексуальной ориентации, а не психологического расстройства, и легализации детской порнографии. Пропагандистские усилия группы педофилов не получили никакой общественной поддержки и сегодня те несколько групп, которые ещё не прекратили свою деятельность, ограничили свою общественную деятельность только размещением информации в Интернете через несколько веб-сайтов.
В 1982 году в Нидерландах было образовано «Общество Мартейн», члены которого в 2006—2010 годы безуспешно пытались зарегистрировать «Партию за любовь к ближнему, свободу и многообразие». Члены организации добивались легализации педофилии и снижения возраста сексуального согласия. 18 апреля 2014 года «Общество Мартейн» было окончательно ликвидировано Верховным судом Нидерландов после многолетних судебных процессов, апелляций и кассаций. Европейский суд по правам человека жалобу общества на решение Верховного суда Нидерландов отклонил 3 февраля 2015 года.
В России критические взгляды на борьбу с педофилией были высказаны в учебниках Г. Б. Дерягина. Это привело к общественному скандалу, в результате чего автор учебников был вынужден оставить место работы по собственному желанию.

### Наказание за преступления сексуального характера в отношении несовершеннолетних

#### Россия
Согласно российскому уголовному законодательству (статьи 131 и 132 Уголовного кодекса Российской Федерации), основное наказание за изнасилование несовершеннолетней или насильственные действия сексуального характера в отношении несовершеннолетнего (несовершеннолетней) может составлять, в зависимости от возраста потерпевшего (потерпевшей) и других обстоятельств, от 8 до 20 лет лишения свободы и пожизненное лишение свободы. Допускается также применение в качестве дополнительных наказаний ограничения свободы и лишения права занимать определённые должности или заниматься определённой деятельностью на срок до 20 лет.
В октябре 2014 года член фракции ЛДПР, заместитель председателя Государственной думы Российской Федерации Игорь Лебедев заявил о разработке законопроекта, вводящего уголовную ответственность в виде лишения свободы сроком до 5 лет за пропаганду педофилии.
Несмотря на принимаемые меры, к 2015 году количество преступлений против половой неприкосновенности детей в России продолжает расти, в том числе и со стороны членов семьи. Так, за первое полугодие 2014 года более 3000 несовершеннолетних были признаны потерпевшими по делам о сексуальном насилии со стороны родственников.
26 февраля 2015 года председатель Комитета Государственной думы Федерального собрания Российской Федерации VI созыва по вопросам семьи, женщин и детей Елена Мизулина в своём выступлении в Следственном комитете Российской Федерации отметила, что расследование уголовных дел по фактам педофилии отличается большой длительностью, и подняла вопрос об отмене сроков давности по указанным категориям дел.
6 апреля 2024 года Владимир Путин, подписав дополнение к закону «Об административном надзоре за лицами, освобождёнными из мест лишения свободы», запретил осуждённым против половой неприкосновенности и свободы несовершеннолетних посещать детские учреждения: образовательные, медицинские, санитарно-курортные, физкультурно-спортивные, культурные, а также места отдыха и оздоровления детей.

#### Другие страны
В Германии сексуальные действия в отношении детей классифицируются согласно § 176 Уголовного кодекса Германии и наказываются лишением свободы сроком от шести месяцев до 10 лет. В особо тяжких случаях срок заключения может быть увеличен.

#### Референдум в Швейцарии
Швейцария — одна из немногих стран мира, в политической системе которой широко допускается проведение всенародных референдумов в процессе принятия разнообразных федеральных законов (т. н. прямая демократия).
Так, 30 ноября 2008 года большинство граждан на всенародном референдуме проголосовали за отмену срока давности привлечения лица к уголовной ответственности за преступления сексуального характера в отношении детей. За высказались 1 206 323 человек (51,9 %), против — 1 119 119 (48,1 %), явка составила 47,52 %. Только в шести швейцарских кантонах, включая Женеву, большинство жителей высказались против.
Противники законопроекта, в частности ряд политических партий, заявляли о неэффективности и непропорциональности таких мер и указывали на возможность ложных обвинений и трудности доказывания по истечении нескольких десятилетий со времени совершения подобных преступлений.

#### Борьба с преступлениями сексуального характера в отношении детей в мире
Борьбой с преступлениями сексуального характера в отношении детей занимаются во многих странах.
В Италии после ратификации в 2012 году Конвенции Совета Европы о защите детей от сексуальной эксплуатации и сексуальных злоупотреблений изменено и ужесточено законодательство, в частности, направленное на борьбу с детской порнографией, детской проституцией и сексуальным злоупотреблением лиц, имеющих влияние на ребёнка. В 2009 году в Италии зарегистрировано 4755 преступлений сексуального характера, в том числе 311 в отношении детей в возрасте до 14 лет и 469 случаев преступных действий сексуального характера в отношении несовершеннолетних. Около 15 % детей и подростков, пострадавших от сексуального насилия, имели иностранное гражданство, особенно стран Восточной Европы.
Широкую известность в Великобритании приобрели судебные процессы 2013 и 2015 годов против Грэма Овендена — английского иллюстратора, живописца, историка искусства, писателя и фотографа. В 1993 и 2009 году он был привлечён к суду в Великобритании по обвинению в создании непристойных изображений и принадлежности к международной сети педофилов, в которую входили известные деятели искусства, но не был осуждён. В 2013 году Овенден был признан виновным по шести обвинениям в непристойном поведении с ребёнком и одном обвинении в непристойном нападении на ребёнка и первоначально приговорён к условному сроку. 9 октября 2013 года апелляционный суд приговорил его к тюремному заключению сроком два года и три месяца. После осуждения художника некоторые музеи и галереи удалили его работы с официального сайта и из экспозиции. В 2015 году судья распорядилась уничтожить часть конфискованной личной коллекции картин и фотографий Овендена.
В США создана многоуровневая система борьбы с педофилией и детской порнографией. Конкретные сроки различаются в зависимости от штата, характера преступления, возраста жертвы и иных обстоятельств, обычно от десятков лет до нескольких пожизненных. В 2011 году от сексуального насилия в США пострадало 61 472 лица до 18 лет.

#### Проявления педофилии в Интернете
Интернет-педофилия — целый ряд явлений, так или иначе связанных с сексуальной эксплуатацией детей в Сети.
В законодательстве многих стран предусмотрена уголовная ответственность за изготовление, распространение и даже хранение и просмотр детской порнографии. В США, Канаде, Великобритании создана специальная система правоохранительных органов для борьбы с преступлениями на сексуальной почве против ребёнка.
В Великобритании, которую многие считают лидером в борьбе с детской порнографией, для этого сотрудничают Национальный департамент по борьбе с преступлениями в сфере высоких технологий, Национальная служба криминальной разведки, Интерпол и Управление полиции.

## Документальные фильмы
- 2017 — Педофилия в Церкви, груз молчания / Pédophilie dans l’Eglise: le poids du silence (реж. Филипп Лалльман / Philippe Lallemant)
- 1994 — Chicken Hawk: Men Who Love Boys

### Сноски
1. ↑  метаанализ (англ. meta-analysis) — систематический метод оценки агрегированных статистических данных по результатам нескольких независимых исследований одной и той же проблемы; исследование высшего ранга (grade A) в статистике, медицине, психологии и других науках
2. ↑  диагноз по DSM-IV